# Шымкент
Шымке́нт, или Чимке́нт (каз. Шымкент / Şymkentо файле; ранее — рус. Чимкент) — город-миллионик на юге Казахстана, один из трёх городов страны, имеющих статус города республиканского значения; является отдельной административно-территориальной единицей (17-й регион республики), не входящей в состав окружающей её области.
Шымкент — третий по численности населения город в Казахстане, один из его крупнейших промышленных, торговых и культурных центров; образует вторую по численности населения агломерацию страны.
До 19 июня 2018 года административный центр бывшей Южно-Казахстанской (ныне Туркестанской) области. Шымкент был объявлен культурной столицей СНГ 2020 года в рамках реализации межгосударственной программы «Культурные столицы Содружества».

## Этимология
Современное название города Шымкент состоит из двух частей: термина кент (в иранских языках — «город, селение, местность») и определения чим/шым. Компонент шым/чим исторически имел также варианты чем, чеменьгень, чиминь, чиминъгень и означал в иранских языках «луг, трава».
- По мнению В. В. Бартольда и Э. М. Мурзаева, название города следует трактовать из согдийского чиминь/чемень («луг, луговина, цветущая долина в пойме реки») с прибавлением окончания кент.
- В. В. Радлов толкует чаман/чимен (османское слово, пришедшее из персидского) как «луг, дёрн, божья трава, греческое сено»[25].
- В. В. Бартольд также объясняет чаман посредством арабского языка — как «роща»[25].
- Путешественником Г. Н. Потаниным в 1830 году также была засвидетельствована форма кеть (Чимкеть)[25].
- Э. М. Мурзаев в 1984 году (со ссылками на Л. И. Розову 1973 и В. И. Савину 1972) объясняет чамен/чемен как «дёрн, верхний слой почвы, густо переплетённый травянистой растительностью»[25].

## История
Поселение на территории современного Шымкента существовало уже на рубеже III—II веков до н. э. Об этом свидетельствуют найденные артефакты, которые имеют аналоги среди материалов городища Афросиаб (Самарканд). 
В дошедших до нашего времени письменных источниках впервые о Шымкенте упомянул среднеазиатский историк Шараф ад-дин Язди (1425 год) в книге «Зафар Наме» («Книга побед») при описании военных походов Тимура. Чимкент (Шымкент), как город-поселение уже существовал в VI веке нашей эры, связывая его с известным послом-путешественником Сюань-Цзяном, упоминавшим в своих записках об Исфиджабе — Сайраме, и на этом основании полагая, что и Чимкент как пригород Исфиджаба должен был бы существовать. Попытка обосновать возникновение поселения на месте города Чимкента в V—VII вв. н. э. на основе анализа топонима Чим — (Шым -) Кент, или же материалов раскопок курганов скифо-сарматского времени в районе фосфорного завода, на правом берегу реки Бадам, которые датируются III в. до н. э. — I—II вв. н. э., а также предположение, что Чимкенту более 1300 лет, основанное на наличии могильных курганов, расположенных в конце улицы Аль-Фараби (I—V вв. н. э.), наивны и не могут служить основанием для решения этого вопроса. Следует помнить, что курганные захоронения и даже сооружение средневековых мазаров-гробниц над могилами знатных светских и духовных лиц осуществлялись часто в открытой степи. Распространено мнение, что город существовал в XII веке. Эти данные взяты из книги А. Добросмыслова «Города Сыр-Дарьинской области», где он сообщает следующее: «Название города Чимкента происходит от слов чим — дёрн и кент — город… Аборигены Чимкента относят время его возникновения к XII веку, ссылаясь на то, что здесь находится могила святого Баба-Дервиша, современника Ходжи Ахмета Ясави». Письменных доказательств, подтверждающих этот факт, не сохранилось. Наконец первое, на сегодня известное упоминание о городе мы встречаем в книге «Зафар-Наме» — книге историка эпохи Тимура и тимуридов Шарафадина Иезди, сообщившего, что в 1365—1366 годах по современному летоисчислению Тимур, отправляясь в поход на Моголистан, нашёл свои обозы недалеко от Сайрама, в селении Чимкент. Это и есть первое конкретное упоминание в письменных источниках о Чимкенте. Следы древнейшего пребывания человека на территории современного Чимкента обнаружены в виде случайных находок керамических сосудов эпохи бронзы — II тыс. до н. э., относящихся к так называемой Андроновской культуре, найденных в районе масложиркомбината. К 1 тыс. до нашей эры относится и случайная находка скифо-сакского бронзового кинжала — Акинака в районе химфармзавода. В1888 году член туркестанского кружка любителей археологии Н. Остроумов провёл небольшие раскопки недалеко от города, на правом берегу реки Бадам, на холме Альва-Кент, где им были обнаружены глиняные погребальные сосуды-оссуарии с костными останками человека, раскопки датируются VIII—X веками. Находки керамики Х—XII веков отмечены в ряде районов города. Раскопки, проведённые силами Чимкентского педагогического института в 1970—1980 годах на территории старой крепости на цитадели и в районе старого города, дали материалы, относящиеся к XV—XVIII векам. Год рождения города 1365—1366 годы, учитывая разницу по лунному мусульманскому и солнечному календарям.

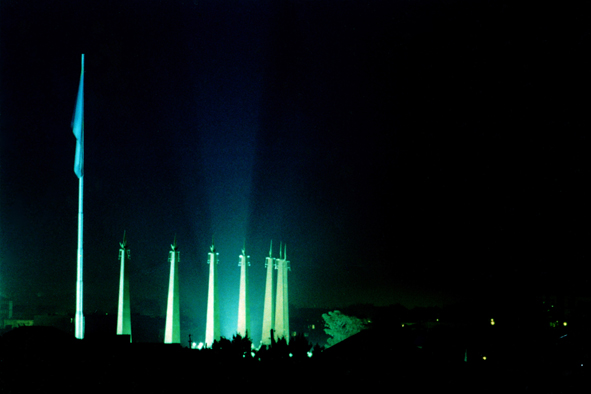
Государственный флаг в парке Независимости

На протяжении столетий город нередко переходил от одних завоевателей к другим. В начале XIII века через Сайрамский оазис в Мавераннахр вошли войска Чингисхана, после чего он стал частью владений завоевателя. В начале XVI века Шымкент вошёл в состав Казахского ханства, затем на протяжении XVII—XVIII веков стал объектом нашествий джунгарских завоевателей. Несмотря на бесчисленные войны и междоусобицы, пагубно сказавшиеся на жизнедеятельности населения, Сайрамский оазис оставался регионом развитого земледелия, садоводства и ремесла.
В конце XVIII века и 1-й половине XIX века за владение Чимкентом вели борьбу Кокандское и Бухарское ханства. В 1810—1864 годах город представлял собой военный лагерь-крепость под властью Коканда с многочисленным войском и резиденцией наместника хана. В 1821 году казахский султан Тентек-торе возглавил восстание против Кокандского ханства. Войска повстанцев взяли штурмом Сайрам и Чимкент, однако, из Коканда прибыли крупные силы, которые после нескольких сражений подавили восстание.
В 1864 году в ходе военной операции российским войскам удалось отбить Чимкент у кокандцев. Будущий Туркестанский генерал-губернатор, в то время полковник, Черняев приступил к своей задаче с весьма ограниченными силами. Небольшой отряд Черняева захватил крепость Аулие-Ата, после чего в июле 1864 году взял Чимкент, считавшийся неприступным. Войска проникли в крепость по водоводу, через сводчатое отверстие в стене крепости, и гарнизон был до того поражён внезапным появлением неприятеля внутри городской ограды, что не оказал почти никакого сопротивления. За взятие Чимкента Черняев был награждён Орденом Святого Георгия 3 степени.
С этого времени город становится важным транзитным пунктом, связывающим европейскую часть России и Западную Сибирь со Средней Азией.
Летом 1883 года на южной окраине города, вдоль берега реки Бадам и рядом с дорогой на Ташкент, купцами Николаем Ивановичем Ивановым и Никифором Прокофьевичем Савинковым (зять Н. И. Иванова) было начато строительство первого на то время в Средней Азии фармацевтического предприятия — сантонинного завода (товарищество «Сантонин» или «Сантонинный завод Савинкова и Никитина»), который уже осенью 1885 года выпустил первые 189 тонн сантонина. На его базе в дальнейшем был организован один из крупнейших фармацевтических заводов СССР, до обретения Казахстаном независимости носивший имя Ф. Э. Дзержинского (с 5 июня 1925 года) — ныне АО «Химфарм». В настоящее время предприятие входит в группу компаний Polpharma (Польша).
В 1914 году, в честь 50-летия вхождения Чимкента в состав Российской империи, городу было присвоено имя Черняев, но в 1924 году советскими властями возвращено прежнее название.
В 1930-х годах в Чимкенте построен свинцовый завод. На его долю приходилось 70 % от общего объёма свинца, производимого в СССР. Введены в эксплуатацию масложировой комбинат (МЖК), чулочная и зеркальная фабрики. В 1932 году создана база сельскохозяйственной авиации, положившая начало созданию и развитию городского аэропорта.
В годы Великой Отечественной войны Чимкент стал одним из городов СССР, куда был эвакуирован ряд промышленных предприятий страны. Из прифронтовой полосы сюда было перебазировано 17 заводов и фабрик. Город производил запасные части к танкам, снаряды, металл, свинец, оптические приборы и другую продукцию. Две пули из трёх, отстрелянных в фашистов, были сделаны из чимкентского свинца. Семеро чимкентцев были удостоены звания Героя Советского Союза.
Послевоенные 1950-е — 1960-е годы отмечены бурным ростом экономики города. Одновременно с промышленным и экономическим ростом, в городе наблюдался и рост преступности, наличие достаточно большого процента людей, имевших криминальное прошлое, среди городского населения, привело к росту спекуляции и воровства, имело место и развитие наркоторговли — Чимкент становится одним из крупнейших центров наркотрафика в стране. Одновременно с этим, наблюдался и рост коррумпированности в милицейской среде, об этом, в частности, упоминал в своих воспоминаниях тогдашний руководитель Чимкентского обкома В. А. Ливенцов.
С 13 по 14 июня 1967 года в городе вспыхнули массовые беспорядки — около тысячи человек разгромили здания силовых структур города, на волне слухов об убийстве работниками милиции шофёра Остроухова. Массовые беспорядки в Чимкенте были наиболее крупными волнениями в СССР за весь период брежневского правления.
8 сентября 1992 года город получил современное название: транскрибирование наименования города на русский язык казахскими властями было изменено на «Шымкент».

## Население

### Конец XIX века
По данным переписи 1897 года в городе Чимкенте было 11 194 жителей (6185 мужчин и 5009 женщин).
Распределение населения по родному языку в 1897 году:
- сартский — 83,68 %
- великорусский — 5,7 %
- киргиз-кайсацкий — 4,0 %
- малорусский — 1,8 %
- еврейский — 1,6 %
- татарский — 1,1 %
- польский — 0,6 %
- немецкий — 0,2 %
- каракалпакский — 0,2 %.
- узбекский — 0,08 %.

В Чимкентском уезде в целом в 1897 году проживало 285 059 человек, распределение населения по родному языку было следующим:
- киргиз-кайсакский — 78,8 %
- узбекский и сартский — 18,5 %
- малорусский — 1,5 %
- великорусский — 0,8 %
- татарский — 0,2 %
- еврейский — 0,07 %.

### Первая половина XX века
По данным переписи 1939 года в составе Чимкентского горсовета (общая численность населения 91 867 чел.) выделялись собственно город Чимкент (74 421 чел., в том числе «центральная часть города» — 63 032 чел. и «Калининский (район Свинцового завода)» — 11 389 чел.), а также рабочий посёлок Ильич — 17 446 чел.
| Национальность | весь горсовет | г. Чимкент | Центральная часть | Калининский (район Свинцового з-да) | р.п. Ильич |
| -------------- | ------------- | ---------- | ----------------- | ----------------------------------- | ---------- |
| Русские        | 47,26 %       | 49,28 %    | 48,95 %           | 51,13 %                             | 38,63 %    |
| Казахи         | 14,64 %       | 13,09 %    | 11,33 %           | 22,80 %                             | 21,25 %    |
| Узбеки         | 14,38 %       | 16,71 %    | 18,45 %           | 7,09 %                              | 4,41 %     |
| Украинцы       | 9,65 %        | 10,39 %    | 10,26 %           | 11,07 %                             | 6,49 %     |
| Татары         | 4,20 %        | 4,27 %     | 4,17 %            | 4,83 %                              | 3,89 %     |
| Корейцы        | 1,39 %        | 1,41 %     | 1,65 %            | 0,10 %                              | 1,31 %     |
| Азербайджанцы  | 1,24 %        | 0,03 %     | 0,04 %            | 0,01 %                              | 6,37 %     |
| Финны          | 0,83 %        | -          | -                 | -                                   | 4,37 %     |
| Немцы          | 0,59 %        | 0,38 %     | 0,43 %            | 0,10 %                              | 1,50 %     |
| Таджики        | 0,22 %        | 0,07 %     | 0,07 %            | 0,05 %                              | 0,84 %     |
| прочие         | 6,44 %        | 4,37 %     | 4,64 %            | 2,83 %                              | 15,30 %    |

### Начало XXI века
Оценка численности населения города на 1 января 2024 года составила 1 222 055 человек.
| Этнос         | Численность | Доля     |
| ------------- | ----------- | -------- |
| Казахи        | 732 104     | 68,13 %  |
| Узбеки        | 187 976     | 17,49 %  |
| Русские       | 91 911      | 8,55 %   |
| Азербайджанцы | 18 627      | 1,73 %   |
| Татары        | 10 442      | 1,01 %   |
| Корейцы       | 6680        | 0,65 %   |
| Украинцы      | 2530        | 0,24 %   |
| Турки         | 7602        | 0,72 %   |
| Уйгуры        | 1849        | 0,18 %   |
| Киргизы       | 1899        | 0,18 %   |
| Чеченцы       | 1479        | 0,14 %   |
| Немцы         | 1209        | 0,12 %   |
| Курды         | 3226        | 0,31 %   |
| Греки         | 619         | 0,06 %   |
| Персы         | 1214        | 0,12 %   |
| Таджики       | 891         | 0,08 %   |
| Башкиры       | 411         | 0,04 %   |
| другие        | 3490        | 0,34 %   |
| ВСЕГО         | 1 038 152   | 100,00 % |

| Этнос         | Численность | Доля     |
| ------------- | ----------- | -------- |
| Казахи        | 407 378     | 64,76 %  |
| Русские       | 91 317      | 14,52 %  |
| Узбеки        | 86 180      | 13,70 %  |
| Азербайджанцы | 11 676      | 1,86 %   |
| Татары        | 9700        | 1,54 %   |
| Корейцы       | 6304        | 1,00 %   |
| Украинцы      | 3377        | 0,54 %   |
| Турки         | 2568        | 0,41 %   |
| Уйгуры        | 1390        | 0,20 %   |
| Киргизы       | 1134        | 0,18 %   |
| Чеченцы       | 1122        | 0,18 %   |
| Немцы         | 1029        | 0,16 %   |
| Курды         | 882         | 0,14 %   |
| Греки         | 572         | 0,09 %   |
| Персы         | 503         | 0,08 %   |
| Таджики       | 488         | 0,08 %   |
| Туркмены      | 100         | 0,02 %   |
| другие        | 3349        | 0,53 %   |
| ВСЕГО         | 629 069     | 100,00 % |

Период независимости Казахстана ознаменовался значительным ростом численности населения Шымкента. Так, к 2011 году численность населения города выросла на 44,5 % по сравнению с 2000 годом (629,1 тыс. и 435,3 тыс. человек соответственно). Ежегодный рост численности за период 2000—2011 годы составлял 3,5 %.
Исторически город являлся многонациональным, это отразилось в современных пропорциях преподавания в государственных средних школах на казахском, узбекском и русском языках: из 83-х государственных школ в 28 школах (33,7 %) преподавание предметов производится на казахском языке, на казахском и русском языках обучение проводится в 38 школах (45,7 %), на казахском, русском и узбекском языках — в 7 школах (8,4 %), на узбекском и казахском языках — в 9 школах (10,8 %), на русском — в 1 школе (1,2 %).
В представительстве проживающих в городе национальностей среди государственных служащих наблюдаются диспропорции: в государственных органах в Шымкенте из общего числа 466 государственных служащих 438 (94,0 %) являются казахами, представительство остальных национальностей, проживающих в городе, в 5-6 раз ниже их доли в общем населении: 13 (2,8 %) государственных служащих — узбеки, 12 (2,6 %) — русские, 3 (0,6 %) являются представителями других национальностей.
К началу 2015 года к Шымкенту присоединили территории прилежащих районов (см. далее). В связи с чем численность населения города в новых границах увеличилась до 858 147 человек к началу 2015 года. К тому времени в прежних границах Шымкента проживало 711 783 человек. После увеличения площади города заметно изменилась и плотность населения: если в прежних границах она составляла около 1825 чел./км², то в новых — 733 чел./км². Плотность населения сильно разнится между отдельно взятыми районами.
С присоединением территорий изменился и этнический состав населения. Например, численность узбеков выросла почти в два раза с 86 180 до 161 222 человек, что увеличило процентное соотношение данной этнической группы к общему населению с 13,70 % до 18,78 %.

#### Процесс присоединения новых территорий к Шымкенту
19 февраля 2013 года было принято решение о начале процесса присоединения части территорий Сайрамского, Толебийского и Ордабасинского районов к Шымкенту. Численность населения земель, которым до конца первого полугодия 2013 года предстоит войти в состав города, составляет около 120 тысяч человек.
Расширение территории Шымкента было предусмотрено в генеральном плане города, который был утверждён постановлением правительства Республики Казахстан № 1134 от 03.09.2012 года. Предыдущее расширение территории города производилось на основании прежнего генерального плана от 2004 года, при этом процесс фактической передачи земель затянулся на 3 года и был завершён лишь в 2007 году, при этом имели место многочисленные нарушения земельного законодательства Казахстана в отношении передаваемых Шымкенту земельных участков.
С целью избежать повторения подобной ситуации при реализации генерального плана города от 2012 года акимом Южно-Казахстанской области было дано поручение, на основании которого акимат области принял постановление № 305 от 24.11.2012 года о мероприятиях по установлению новых границ города Шымкента.
В соответствии с законом Казахстана «Об административно-территориальном устройстве Республики Казахстан» в Сайрамском, Толебийском и Ордабасинском районах были проведены конференции, разъяснительная работа среди населения. В период с декабря 2012 по январь 2013 года были приняты решения маслихатов этих районов и постановления районных акиматов, которые одобряли передачу земель городу Шымкенту. 19 февраля 2013 года была проведена внеочередная 17-я сессия шымкентского городского маслихата, на котором был рассмотрен проект и было принято постановление «О внесении предложения об изменении границ города Шымкента».
Однако, согласно действующему порядку, принятие данного постановления ещё не означает передачу территорий трёх районов Южно-Казахстанской области в состав Шымкента. Необходимо направить решения маслихатов этих районов и постановления районных акиматов, а также решение городского маслихата Шымкента в областной маслихат и областной акимат, которые должны внести предложения в правительство Республики Казахстан об изменении границ города Шымкента. Только после получения согласования от правительства Казахстана становится возможным осуществить принятие совместного решения маслихата Южно-Казахстанской области, после чего постановлением областного акимата будут утверждены границы города Шымкента.
Только после утверждения областным акиматом границ города Шымкента присоединяемые к Шымкенту земли будут переданы согласно акту приёма-передачи.
Правительство Республики Казахстан 28 августа 2013 года проголосовало за утверждение генерального плана Шымкента. Согласно утверждённому документу расширение территории Шымкента произойдёт в два этапа: к 2015 году в состав города будут переданы 29 населённых пунктов Сайрамского района с численностью населения 103840 человек, а на втором этапе, расчётный срок которого установлен на 2025 год, в состав Шымкента будут переданы ещё 7 населённых пунктов (2 из состава Ордабасинского и 5 из состава Толебийского района) с численностью населения 13098 человек.

### Статус города-миллионера
Ещё за 10 лет до официального достижения Шымкентом миллионного населения власти города неоднократно высказывались о том, что в нём проживает порядка 1 миллиона человек, основываясь на данных объёмов энерго- и водопотребления.
Кроме того, на стыке 2011—2012 гг. в рамках подготовки списка избирателей проводилась сверка данных граждан по домовым книгам. По предварительным данным, опубликованным в начале января 2012 года, в базу данных были занесены сведения 1 000 200 граждан. За последующие 2 года подтверждения этим данным не поступало.
Иногда косвенным указанием на более высокую численность населения Шымкента (в сравнении с официальной статистикой) выступали данные о количестве автомобилей, зарегистрированных в городе. В 2011 году в Шымкенте было зарегистрировано около 390 тысяч автотранспортных единиц.
Согласно утверждённому генплану Шымкента, вероятным сроком достижения численности населения города в один миллион жителей являлся 2015 год. Однако в конце 2014 года аким Шымкента предположил, что миллионной отметки численность населения города официально достигнет к 2019 году.
Данная цель сформулирована в программе развития Шымкента на 2011—2015 годы; факторами ускоренного роста населения должны стать высокий естественный прирост, миграция в город по причине открытия новых рабочих мест, а также расширение границ города до 650 км².
К концу 2016 года численность учитываемого органами КазСтата населения Шымкента превысила 900 тысяч человек. Однако, в этот же период во время разъяснения необходимости временной регистрации граждан аким Шымкента высказал мнение о том, что фактическая численность населения города составляет около 1,2 миллиона. В то же время, в апреле 2017 года в ходе рабочего визита в Южно-казахстанскую область президент Казахстана отметил, что численность населения Шымкента достигнет миллионной отметки уже в 2017 году:

Развитию Шымкента уделяется большое внимание на государственном уровне. В этом году третий мегаполис страны достигнет миллионной отметки населения.
Тем не менее оценки численности населения города, даваемые КазСтатом, говорят о том, что на 1 января 2018 года численность населения Шымкента составила 951 605 человек, а средний темп прироста населения Шымкента составлял (в период с 1 января по 1 января 2017 года) в среднем 3275 чел. в месяц, то есть около 40 тыс. чел. в годовом исчислении. Достижение отметки в 1 миллион (при сохранении сложившихся в 2017 году темпах прироста населения) может произойти не в 2017 году, а в первой половине 2019 года.
Численность населения города на 1 апреля 2018 составляла 961 279 человек, то есть её прирост с начала года составил 9674 жителей (3224 в месяц), это означало, что при сохранении данных темпов необходимые для достижения миллионной отметки 39 тысяч человек могут быть достигнуты в первой половине 2019 года (как это предполагал прежний аким города в 2014 году). Тем не менее 17 мая 2018 года президент Казахстана Нурсултан Назарбаев заявил, что население Шымкента уже превысило миллионную отметку:

Казахстан начал реализацию стратегии развития агломераций. Если у нас был раньше только один город с миллионным населением — город Алматы, то теперь прибавились Астана и Шымкент, то есть три города.— Принята концепция развития Шымкента в качестве мегаполиса
Ранее, в связи с достижением Астаной населения в 1 миллион, президент Назарбаев в начале июля 2016 года заявил об этом, однако КазСтат не подтвердил достижение Астаной миллионного статуса ни в июле 2016, ни вообще в 2016 году, а лишь в июне следующего 2017 года.
6 июня 2018 года акимат города Шымкента объявил, что миллионный житель города родился 17 мая 2018 года.
8 июня 2018 года КазСтат опубликовал оценку численности населения Шымкента на 1 мая 2018 года: 988 894 человека, что означало прирост за один месяц (апрель 2018 года) в размере 27 615 человек (так как по данным на 1 апреля население города составляло 961 279 человек, при этом средний прирост за первые 3 месяца года составлял 3224 чел. в месяц, аналогичный показатель среднемесячного прироста в 2017 году составлял 3275 чел. в месяц). Столь резкое увеличение учитываемого статистикой прироста населения Шымкента объясняется зафиксированным в апреле 2018 года увеличением в 18,08 раза величины миграционного прироста, при этом показатели естественного прироста оставались вблизи обычных показателей. Этот рекордный миграционный прирост стал результатом резкого изменения в апреле 2018 года статистических показателей миграции населения Южно-Казахстанской области, так в первом квартале 2018 года миграционный отток городского населения области (без учёта Шымкента) составлял 1695 человек в месяц, а в апреле 2018 года составил 4772 человека; одновременно у сельских местностей области в первом квартале наблюдался миграционный приток населения в размере 151 чел. в месяц, а в апреле статистически отмечена миграционная убыль в размере 19393 человек. 2 июля 2018 года КазСтат опубликовал оценку численности населения Шымкента на 1 июня 2018 года в размере 1 002 291 человека, что означало прирост в сравнении с 1 мая того же года на 13 397 человек, то есть 432 человека в день, что означало превышение порога в 1 миллион жителей за 5-6 дней до 1 июня 2018 года. Уже в июне 2018 года величина месячного прироста населения Шымкента сократилась до 3705 человек, а численность населения города составила на 1 июля 2018 года 1 005 996 человек.

### Динамика
| Численность населения | Численность населения | Численность населения | Численность населения | Численность населения | Численность населения | Численность населения | Численность населения | Численность населения | Численность населения |
| 1897                  | 1908                  | 1913                  | 1939                  | 1945                  | 1959                  | 1970                  | 1977                  | 1979                  | 1989                  |
| --------------------- | --------------------- | --------------------- | --------------------- | --------------------- | --------------------- | --------------------- | --------------------- | --------------------- | --------------------- |
| 11 194                | ↗17 000               | ↗19 000               | ↗74 000               | ↗82 100               | ↗153 000              | ↗247 000              | ↗303 000              | ↗321 535              | ↗392 977              |
| 1992                  | 1993                  | 1994                  | 1995                  | 1996                  | 1997                  | 1998                  | 1999                  | 2000                  | 2001                  |
| ↗405 500              | ↗409 700              | ↗411 400              | ↗414 400              | ↗417 900              | ↘417 400              | ↗419 700              | ↗435 300              | ↗482 900              | ↗502 700              |
| 2002                  | 2003                  | 2004                  | 2005                  | 2006                  | 2007                  | 2008                  | 2009                  | 2010                  | 2011                  |
| ↗506 700              | ↗513 100              | ↗521 200              | ↗526 100              | ↗535 100              | ↗554 600              | ↗602 300              | ↗615 000              | ↗629 100              | ↗642 700              |
| 2012                  | 2013                  | 2014                  | 2015                  | 2016                  | 2017                  | 2018                  | 2019                  | 2020                  | 2021                  |
| ↗662 300              | ↗683 300              | ↗711 873              | ↗858 147              | ↗885 799              | ↗912 300              | ↗951 605              | ↗1 009 086            | ↗1 038 152            | ↗1 074 167            |
| 2022                  | 2023                  | 2024                  |                       |                       |                       |                       |                       |                       |                       |
| ↗1 112 739            | ↗1 191 877            | ↗1 222 055            |                       |                       |                       |                       |                       |                       |                       |

### Языки
| Владение языками 2012 | Владение языками 2012 | Владение языками 2012 | Владение языками 2012 | Владение языками 2012 |
| --------------------- | --------------------- | --------------------- | --------------------- | --------------------- |
| русский язык          |                       |                       | 74 %                  |                       |
| казахский язык        |                       |                       | 72 %                  |                       |
| английский язык       |                       |                       | 9.5 %                 |                       |
| все три языка         |                       |                       | 9.5 %                 |                       |

Казахский язык имеет статус государственного языка, а русский — статус официального языка (ст 7.2 Конституции РК). К 2012 году 74 % взрослого населения Шымкента владело русским языком, 72 % — казахским, 9,5 % — английским, владеющие тремя языками (казахским, русским, английским) — 9,5 %.
Согласно отчёту управления культуры города, в 2021 году 93 % жителей Шымкента владело казахским языком, 86,5 % — русским, 22,3 % — английским.

### Агломерация
Шымкентская агломерация вбирает в себя 367 населённых пунктов, расположенных на территории в 1573,5 тыс. га. Численность населения Шымкентской агломерации к концу 2017 года составляла 1,8 млн человек (10 % от численности населения Республики Казахстан), что делает её второй по величине агломерацией страны (после Алматинской в 2,5 млн человек) Согласно прогнозам к 2020 году её численность возрастёт до 1,9 млн человек, к 2030 — свыше 2,3 млн.
С использованием метода изохрон (1,5-часовая транспортная доступность) была определена структура агломерации. В область её влияния входят: центр (ядро) — город Шымкент, Арысская городская администрация (в том числе г. Арысь), Байдибекский, Тюлькубасский, Казыгуртский (в том числе село Казыгурт), Толебийский (в том числе г. Ленгер), Ордабасынский и Сайрамский районы (в том числе сёла Манкент и Сайрам).

## Административно-территориальное деление
Впервые районное деление в городе было введено в 1945 году, когда были образованы Центральный, Железнодорожный и Заводский административные районы.
К моменту распада СССР, согласно данным Всесоюзной переписи населения 1989 года, город состоял из трёх районов: Абайский, Энбекшинский, Дзержинский (последний впоследствии переименован в Аль-Фарабийский).
В настоящее время Шымкент состоит из пяти административных районов: Абайский, Енбекшинский, Аль-Фарабийский, Каратауский и Туранский (численность населения по состоянию на 16 марта 2023 года):
| №  | Наименование    | Население | Площадь (км²) | Плотность (чел./км²) |
| -- | --------------- | --------- | ------------- | -------------------- |
| 01 | Абайский        | 257 700   | 240,0         | 651,1                |
| 02 | Аль-Фарабийский | 221 752   | 130,7         | 1527,5               |
| 03 | Енбекшинский    | 207 210   | 220,8         | 1486,6               |
| 04 | Каратауский     | 205 485   | 190,5         | -                    |
| 05 | Туранский       | 220 670   | 360,3         | -                    |
|    | Всего           | 1 112 817 | 1170          | 1 012                |

Четвёртый (Каратауский) район был образован в 2014 году в связи с присоединением к Шымкенту земель прилежащих районов.
В июле 2022 года депутаты маслихата Шымкента утвердили и согласовали границы нового, пятого, района города Шымкента общей площадью 36,3 тыс. га. Предварительное название нового района — Туранский.

### Статус города республиканского значения
На внеочередной XIX сессии городского маслихата Шымкента было подписано совместное решение акимата и маслихата Шымкента об инициировании придания городу Шымкенту статуса города республиканского значения. Этот документ был передан на рассмотрение областного маслихата Южно-Казахстанской области.
5 июня 2018 года состоялась внеочередная сессия маслихата Южно-Казахстанской области, на которой было принято постановление акимата области и решение маслихата о придании Шымкенту статуса города республиканского значения и, таким образом, его выводе из состава Южно-Казахстанской области и переносе административного центра Южно-Казахстанской области из города Шымкента в город Туркестан. Основанием для изменения статуса Шымкента является п. 1 ст. 3 закона «Об административно-территориальном устройстве Республики Казахстан» от 8 декабря 1993 года, где указано, что города республиканского значения — это «населённые пункты, имеющие особое государственное значение или имеющие численность населения более одного миллиона человек».
19 июня 2018 года указом президента Казахстана Шымкенту был придан статус города республиканского значения, он был изъят из состава Южно-Казахстанской области, которая тем же указом была переименована в Туркестанскую. Таким образом, в Казахстане появился 17-й регион — город Шымкент как самостоятельная административно-территориальная единица, равная области.

## Природа

### Климат
- Среднегодовая температура воздуха +13,0 °C
- Относительная влажность воздуха 57 %
- Средняя скорость ветра 2,2 м/с

| Показатель                    | Янв.  | Фев.  | Март  | Апр. | Май  | Июнь | Июль | Авг. | Сен. | Окт. | Нояб. | Дек.  | Год   |
| ----------------------------- | ----- | ----- | ----- | ---- | ---- | ---- | ---- | ---- | ---- | ---- | ----- | ----- | ----- |
| Абсолютный максимум, °C       | 22,2  | 24,5  | 31,5  | 33,0 | 37,8 | 43,0 | 47,2 | 42,2 | 39,2 | 34,4 | 30,6  | 25,4  | 47,2  |
| Средний суточный максимум, °C | 4,1   | 6,6   | 12,9  | 19,2 | 25,1 | 30,0 | 32,7 | 32,1 | 27,2 | 18,8 | 12,1  | 6,0   | 18,9  |
| Средняя температура, °C       | −0,7  | 1,6   | 7,6   | 13,6 | 19,1 | 23,7 | 26,3 | 25,3 | 19,9 | 12,3 | 6,4   | 0,9   | 13,0  |
| Средний суточный минимум, °C  | −4,8  | −2,7  | 3,0   | 8,3  | 12,9 | 16,7 | 19,1 | 17,9 | 12,8 | 6,6  | 1,7   | −3,1  | 7,4   |
| Абсолютный минимум, °C        | −31,1 | −28,9 | −23,9 | −7,8 | −2,8 | 5,5  | 7,8  | 7,0  | −1,1 | −12  | −30   | −26,1 | −31,1 |
| Норма осадков, мм             | 73    | 70    | 83    | 69   | 56   | 16   | 12   | 4    | 10   | 41   | 67    | 75    | 576   |
| Источник: Погода и климат     |       |       |       |      |      |      |      |      |      |      |       |       |       |

| Показатель                        | Янв. | Фев. | Март | Апр. | Май  | Июнь | Июль | Авг. | Сен. | Окт. | Нояб. | Дек. | Год  |
| --------------------------------- | ---- | ---- | ---- | ---- | ---- | ---- | ---- | ---- | ---- | ---- | ----- | ---- | ---- |
| Средний суточный максимум, °C     | 5,6  | 7,2  | 14,0 | 20,4 | 27,1 | 32,1 | 35,0 | 33,8 | 28,3 | 20,0 | 10,9  | 5,7  | 20,0 |
| Средняя температура, °C           | 1,2  | 2,4  | 8,9  | 14,6 | 20,5 | 24,7 | 27,4 | 26,0 | 20,7 | 13,5 | 5,5   | 1,4  | 13,9 |
| Средний суточный минимум, °C      | −3,5 | −2,5 | 3,6  | 8,4  | 13,7 | 17,2 | 19,7 | 18,3 | 13,1 | 7,2  | 0,1   | −3   | 7,7  |
| Норма осадков, мм                 | 79   | 93   | 101  | 80   | 44   | 16   | 3    | 4    | 5    | 47   | 58    | 72   | 602  |
| Источник: www.weatheronline.co.uk |      |      |      |      |      |      |      |      |      |      |       |      |      |

### Ландшафт
Шымкент расположен в своеобразной природной ландшафтной зоне. В географическом описании Советского Союза месторасположение города описывалось следующим образом:

Южнее Темирлановки с высокого берега реки Бадам открывается панорама города-сада Чимкента. На его окраинах дымят трубы заводов и фабрик, а сквозь кроны деревьев кое-где виднеются крыши зданий. Вокруг города простирается предгорная холмистая равнина, постепенно понижающаяся к западу, к Сырдарье. К Чимкенту подступают виноградники, поля с посевами пшеницы, хлопчатника и тёмно-зелёные островки окрестных посёлков…

…Основной массив городской территории лежит в долине маловодного Сайрама, который тянется в пределах Чимкента с востока на запад параллельно Бадаму. На водоразделе этих рек размещается меньшая, главным образом промышленная, часть города.
— Советский Союз. Географическое описание в 22 томах

#### Горный ландшафт
В восточной части горизонта обзору открывается довольно протяжённый горный ландшафт, входящий в горную систему Западного Тянь-Шаня. В южной части горной цепи находится гора Казыгурт (высота пика 1768 метров, длина 20 км), находящаяся в 40 км к юго-востоку от Шымкента. По направлению к северу от горы Казыгурт открывается вид на горный хребет Каржантау (наивысшая точка (пик Мингбулак) 2823 м, длина цепи 90 км). За этой горой располагается Угамский хребет (наивысшая точка (пик Сайрамский) 4299 м, длина 115 км), который простирается далее на север, выходя из под перекрытия хребта Каржантау. Большую часть года вершины покрыты снегами. Угамский хребет и хребет Каржантау расположены на территории двух стран — Казахстана и Узбекистана.

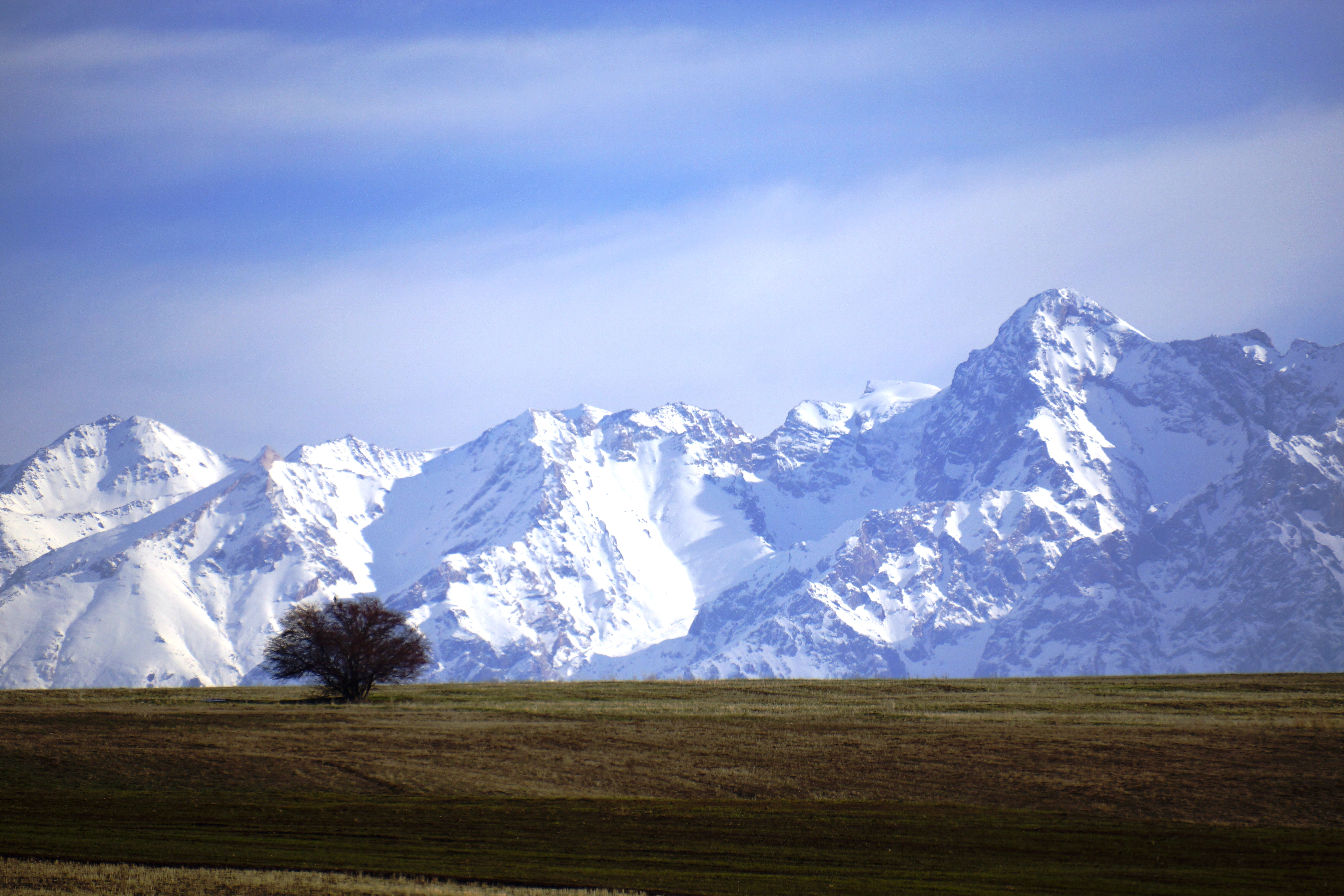
Пик «Сайрамский»

### Растительность
С давних времён Шымкент имеет славу «города-сада», зелёного города.

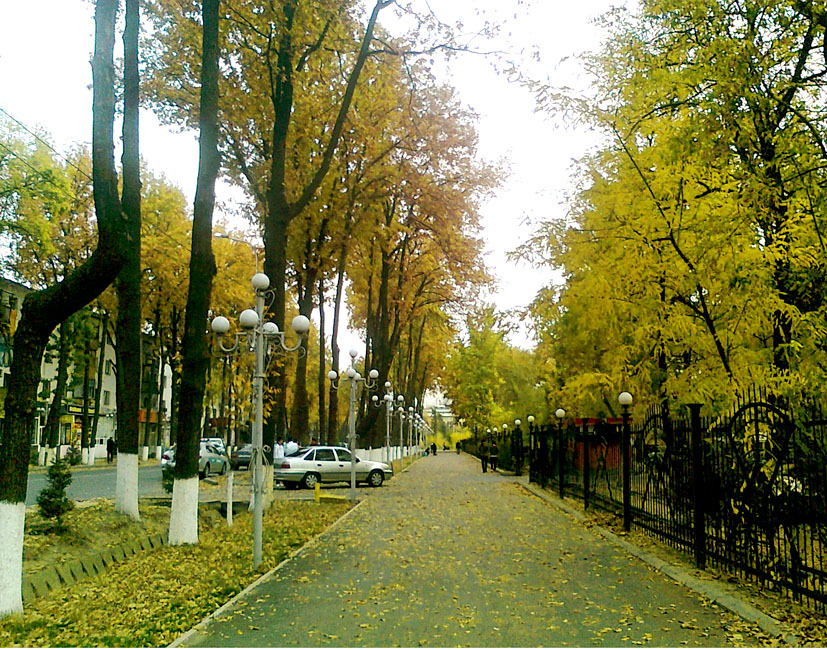
ул. Бейбитшилик (бывш. пр-т Мира)

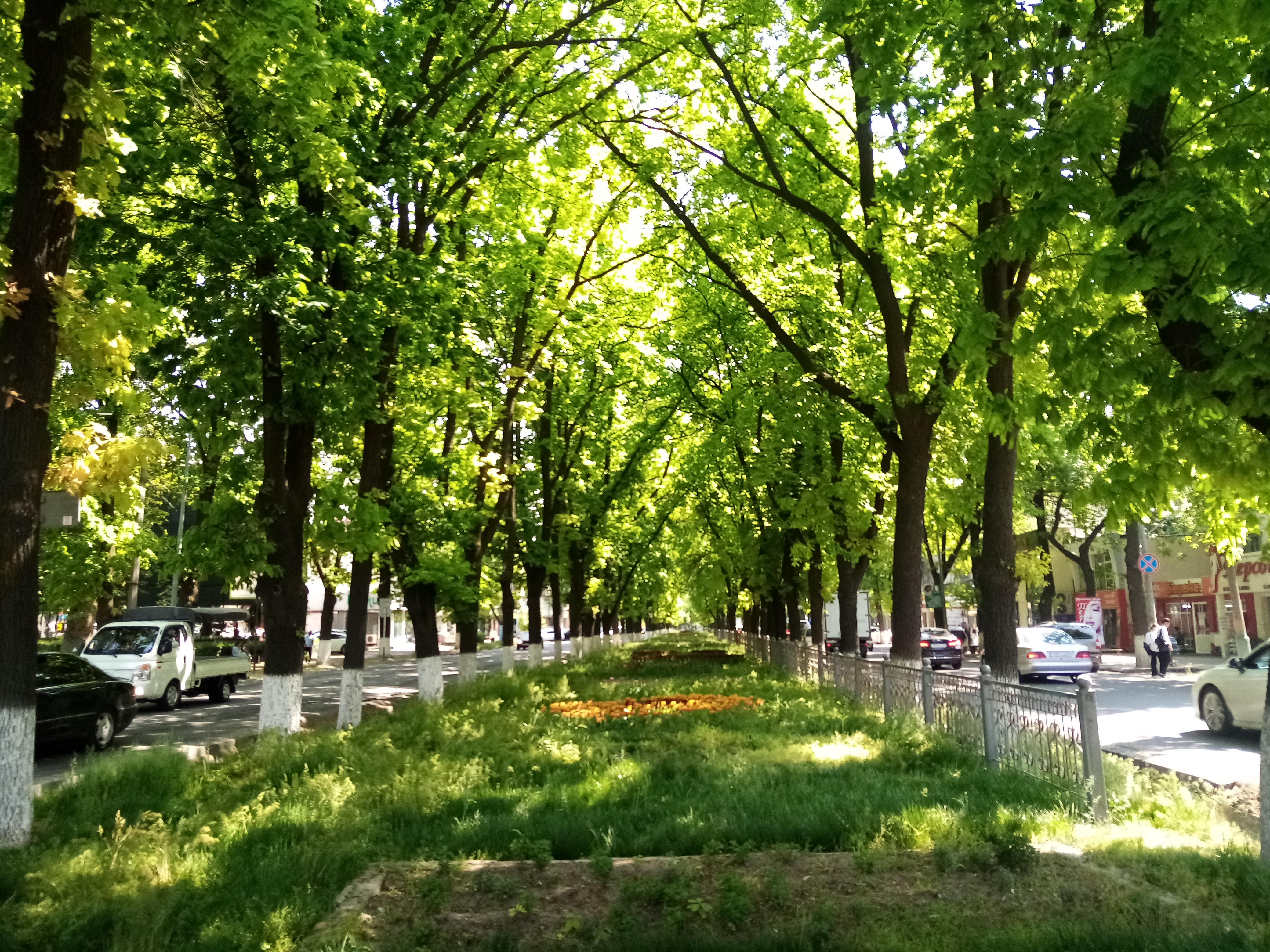
Дубы по проспекту Бауыржана Момышулы

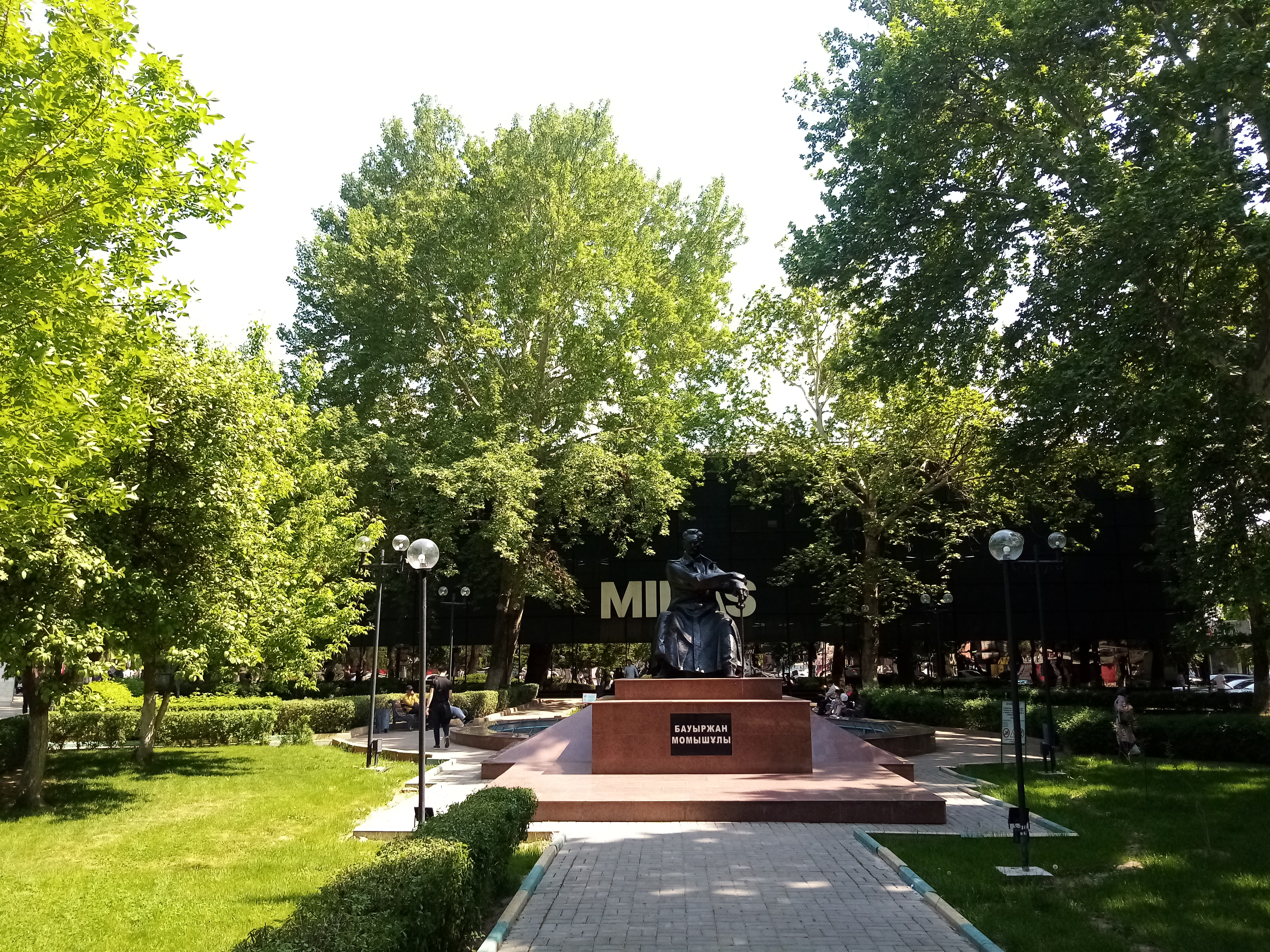
Памятник Бауыржану Момышулы

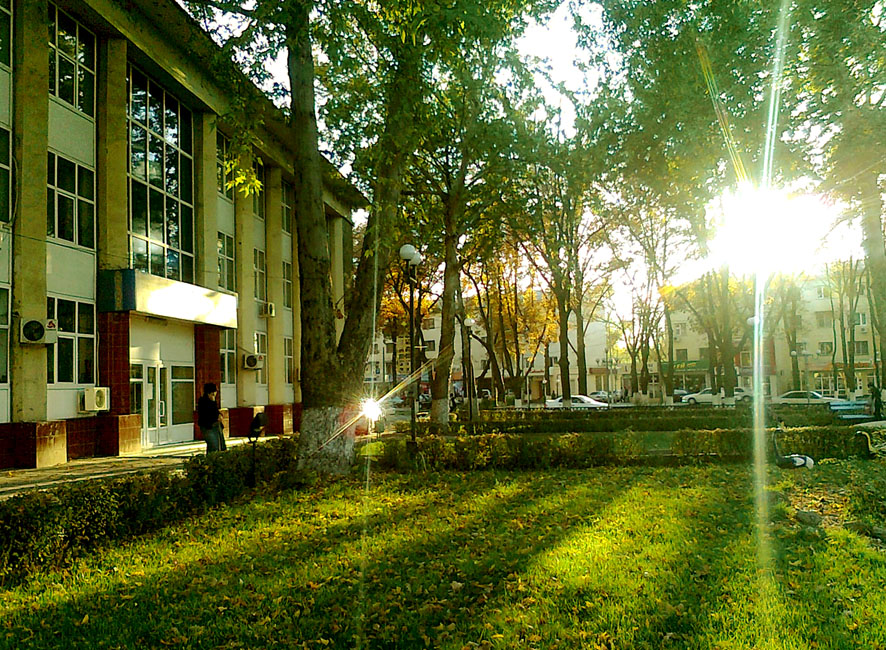
Аллея у библиотеки им. Пушкина

В том же географическом описании Шымкент описывался следующим образом:

В городе обилие зелени. Вдоль тротуаров тянутся ряды стройных пирамидальных тополей, развесистых карагачей, а также высоких дубов, скрывающих фасады зданий.
— Советский Союз. Географическое описание в 22 томах
Растительность города характеризуется чрезвычайным разнообразием. Здесь произрастают помимо вышеупомянутых дубов, карагачей и тополей, канадский клён, ива, каштан, акация, айлант, туя, сосна, ель и многие другие. Среди садовых культур распространены вишня, черешня, абрикос, урюк, слива, алыча, гранат, грецкий орех, айва, различные сорта винограда и др. Кустарники представлены главным образом лигустрой (бирючиной) и в некоторых районах — ежевикой. Среди дикорастущих трав выделяются одуванчики, красные маки, васильки, пастушья сумка, клевер, виды растений семейства осоковых и злаковых. Искусственно вдоль центральных улиц выращивают петунии, календулу, кусты роз, тюльпаны, нарциссы.
В северной окраине города в 1980 году на месте бывшей свалки был разбит Дендропарк. На территории парка в 150 гектар произрастает около полумиллиона деревьев и кустарников, 1360 различных видов. Среди них представлено огромное количество редких и экзотических пород.

#### Вырубка и топпинг деревьев
В последние десятилетия в местных СМИ неоднократно поднималась проблема вырубки вековых деревьев и их так называемого «топпинга». Последний заключается в радикальной обрезке кроны широколиственных деревьев, приводящей к тому, что растение формируется как мощный ствол со сравнительно небольшой кроной на верхушке.

### Гидрография
Шымкент характеризуется высоким стоянием подземных вод, что обуславливает наличие нескольких родниковых источников прямо в центре города (исток реки Кошкараты).

#### Река Кошкарата

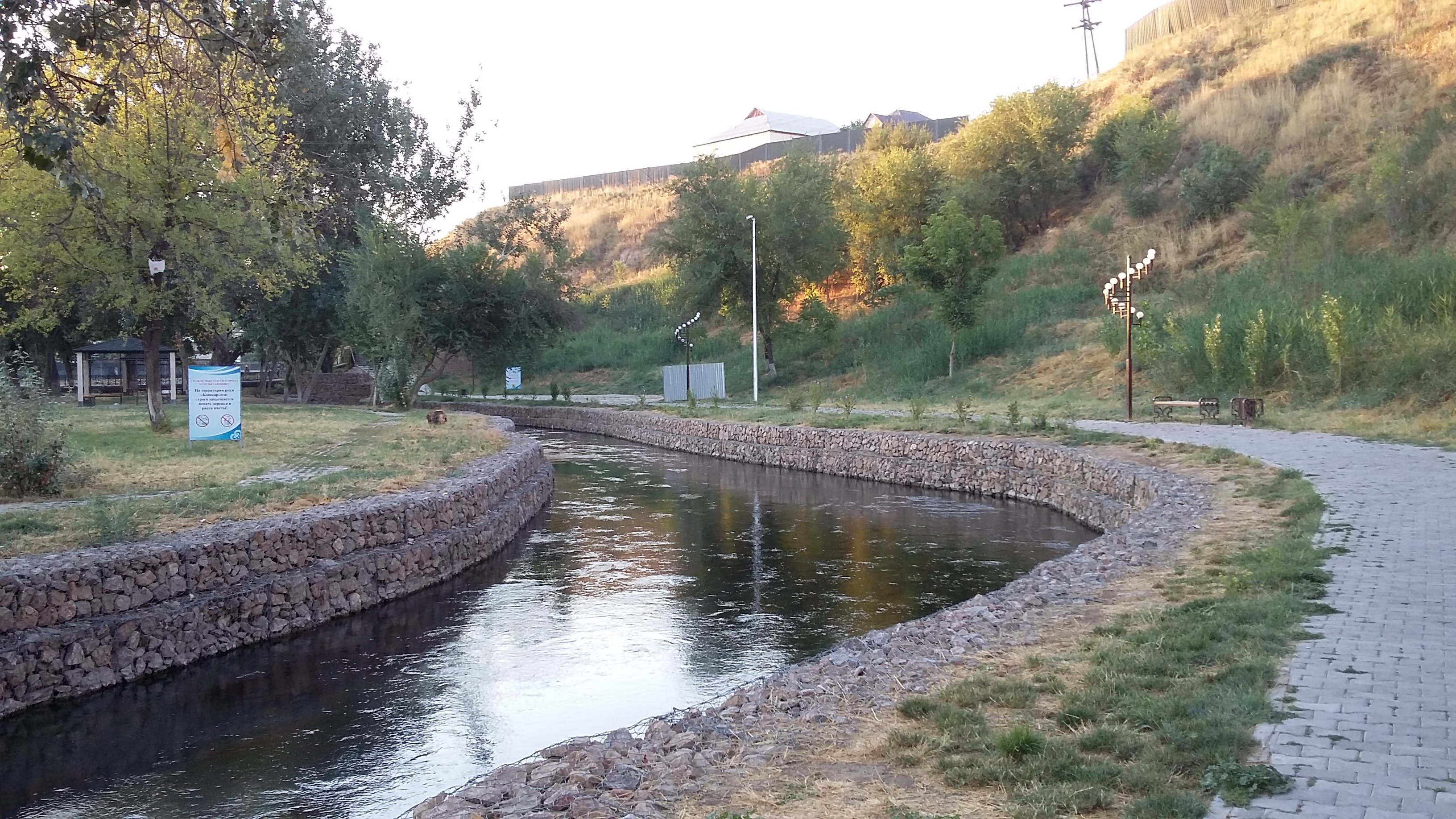
Один из протоков Кошкараты

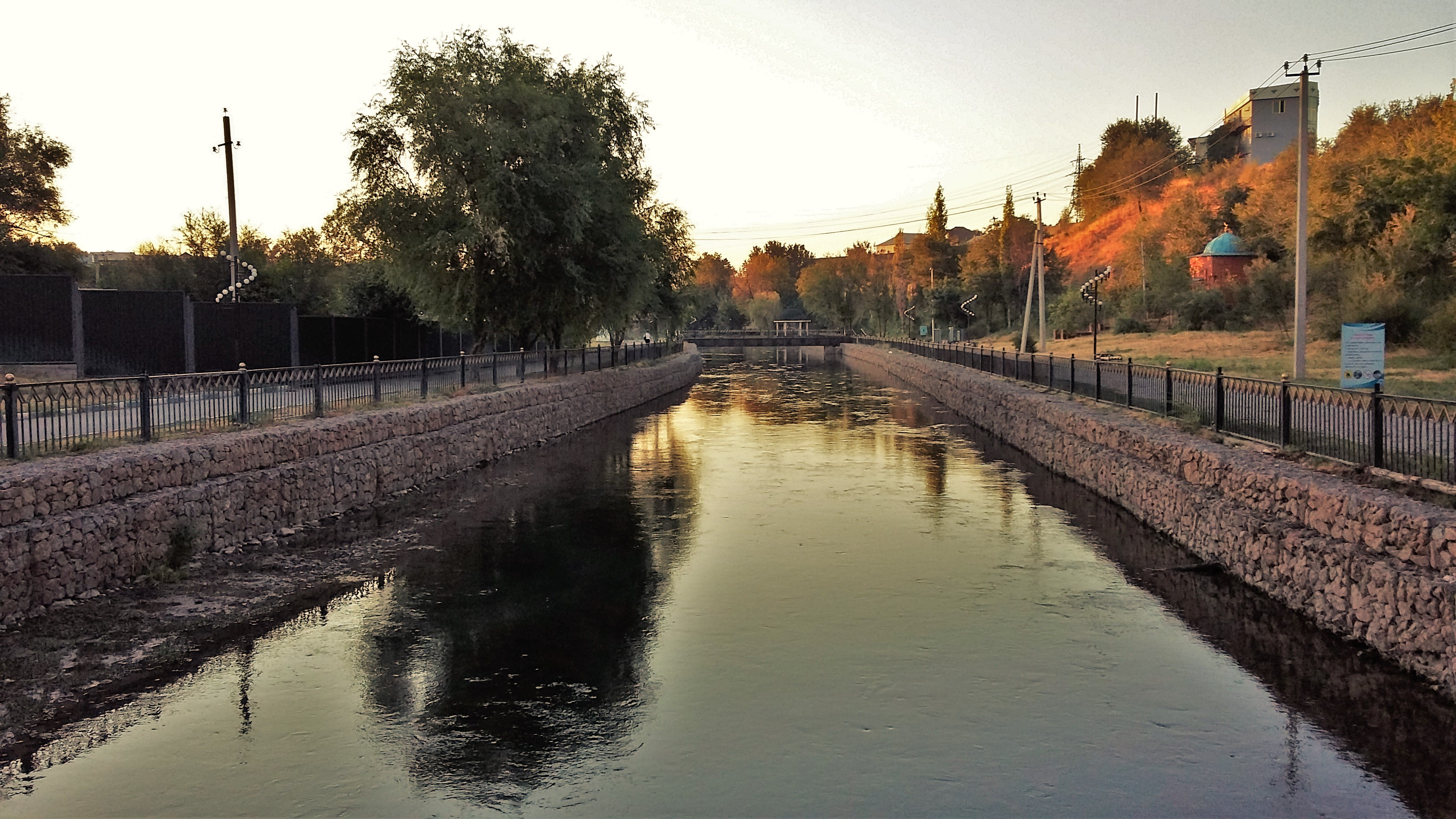
Главное русло реки Кошкараты

Река Кошкарата берёт начало в центре Шымкента из подземных водных источников, которые открываются многочисленными родниками в районе железнодорожного вокзала. Вдоль истока и самого русла реки организована зона отдыха, разбиты скверы, благоустроена набережная. Имеются специально отведённые места для купания. Кошкарата несёт в себе особое культурное и историческое значение. Будучи расположенной на Великом шёлковом пути, в древности она имела большое значение для проходящих караванов. Тот факт, что Кошкарата является источником чистой родниковой воды, ещё в средние века предопределил развитие города в непосредственной близости. Река является местом паломничества из-за расположенного на её побережье мавзолея Кошкар-аты. В 2010 году она получила статус особо охраняемой территории местного значения.
Беря начало в районе ЖД вокзала, Кошкарата протекает с востока на запад; пересекает площадь «Ордабасы», за которой делится на два русла. Одно из них, огибая с восточной окраины площадь имени Аль-Фараби, утекает в северном направлении, другое следует далее на восток в промышленный сектор Абайского района. Кошкарата ковыляет по «Старому городу», пересекает улицу Жангильдина, проспект Республики.

#### Река Бадам

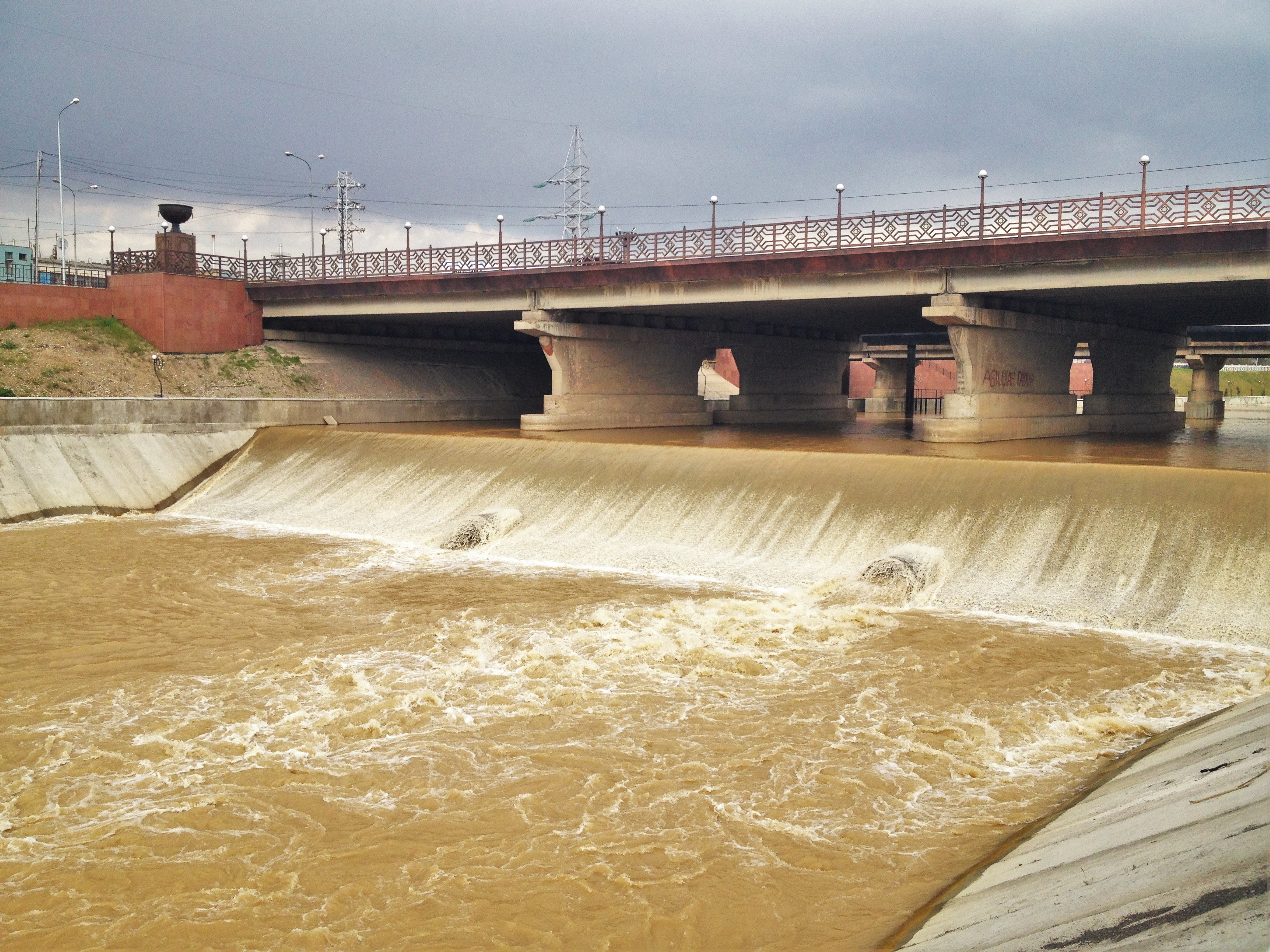
Мост через Бадам в Шымкенте

Река Бадам берёт начало у северо-западного склона горы Каржантау. Протекает по южной окраине Шымкента, главным образом, в его промышленной части. С [2013] по [2014] в пределах города была проделана работа по благоустройству набережной реки. Планируется создать инфраструктуру для спортивного комплекса по гребле.

### Экология
Несмотря на остановку крупных промышленных заводов в Шымкенте (Фосфорный и Свинцовый заводы) и снижение производственных мощностей других предприятий экологическая ситуация в городе за последние годы ухудшалась. Так, в 2011 году Шымкент занял второе место в рейтинге городов Казахстана по загрязнённости воздуха. Экологическая обстановка стала резко обостряться, когда количество автомобилей в городе превысило порог в 300 тысяч единиц. Доля автотранспорта в загрязнении воздуха составляла около 80 % от общего валового выброса. Основным загрязнителем воздуха в Шымкенте стал формальдегид: по данным проведённых исследований, в среднем по городу его содержание в воздухе в 4 раза превышало предельно-допустимую концентрацию. 
На начало июня 2018 года в рейтинге городов мира, загрязняющих атмосферу углекислым газом (в рамках проекта Сеточной модели углеродного следа в мире — GGMCF), Шымкент занимал 298-е место с показателями выброса углекислого газа в 7,3 мегатонны в год. В данном списке оказались также Алма-Ата (95-е место или 25,2 мегатонны в год), Астана (178-е место или 12,9 мегатонны) и Актобе (421-е место или 5,3 мегатонны).

## Герб города
| Проект герба Чимкента 1866 года: | Герб уездного города Чимкент, утверждённый 21 апреля 1909 года: | Устаревший неофициальный герб города Шымкента (до августа 2008): | Современный герб города Шымкента: |
|                                  |                                                                 |                                                                  |                                   |

### Логотип города
21 сентября 2016 года был одобрен логотип Шымкента. На логотипе изображён тюльпан с использованием казахских национальных орнаментов, под тюльпаном каллиграфическим шрифтом выполнена надпись с названием города.
По мнению акимата Шымкента логотип должен сыграть положительную роль для имиджа и узнаваемости города.
Вероятно, выбор тюльпана в качестве основного элемента логотипа связан с тем, что горы Южного Казахстана, находящиеся вблизи Шымкента, являются эндемичным местом произрастания краснокнижных тюльпанов Грейга и Кауфмана (тюльпаны Грейга вывозились из местных просторов в Голландию и в другие страны).

## Экономика
Шымкент — один из ведущих промышленных и экономических центров Казахстана. В городе имеются промышленные предприятия цветной металлургии, машиностроения, химической, нефтеперерабатывающей и пищевой промышленности.
В советское время крупнейшим предприятием города были ныне прекратившие существование: ЧПО «Фосфор», производившее жёлтый фосфор и триполифосфат натрия, Шымкентский шинный завод (бывший НПО «Чимкентшина»), производившее шины и механический завод.
Ныне нефтехимическая и фармацевтическая промышленность представлена такими предприятиями, как ТОО «ПетроКазахстан Ойл Продактс» (бывший Чимкентский НПЗ (Шымкентнефтеоргсинтез) — переработка нефти), АО «Химфарм» (производство лекарственных препаратов). Металлургическая — АО «Южполиметалл» (бывший ЧСЗ, Чимкентский свинцовый завод — производство свинца и др. продукции). Машиностроение — АО «Карданвал» (производство карданных валов и крестовин для автомобилей и тракторов), АО «Южмаш» (производство кузнечно-прессовых машин, запчастей и оборудования), ТОО «Электроаппарат» (производство силовых выключателей и другой продукции).
Предприятия лёгкой промышленности — «Восход» (изготовление швейных изделий из шерстяных и полушерстяных тканей: костюмов, пальто, курток и т. д.), «Адал» (текстильное производство), «Эластик» (производство носков из высококачественной пряжи). Строительные материалы производят АО «Шымкентцемент» (бывший Чимкентский цементный завод), «Курылыс материалы» (производство строительного кирпича) и другие. Также в городе работают АО «Шымкентмай» (бывший МЖК) и ТОО «Кайнар» (переработка семян хлопчатника, подсолнечника, сафлора, сои, производство пищевого рафинированного масла и др. продукции), АО «Шымкентпиво» (производство пива), АО «Визит» (производство прохладительных напитков), АО «Шымкентсут» (производство молочной продукции) и др.
В 2019 г. промышленное производство города по сравнению с 2018 годом увеличилось на 15 %. Сельскохозяйственное производство увеличилось на 6,3 %, жилищное строительство — на 19,2 %, розничная торговля — на 7,1 %.
В течение 3 лет в рамках Программы индустриально-инновационного развития в Шымкенте было открыто 24 предприятия, создано 1300 постоянных рабочих мест.
В городе функционируют 2 промзоны. Привлечено 64 млрд тенге инвестиций, запущено 72 проекта, трудоустроено более 4000 человек.

## Инвестиционный потенциал
По состоянию на ноябрь 2023 года в экономику города привлечено инвестиций на общую сумму 622 млрд тенге, а также в городе Шымкент ведется работа по реализации 224 инвестиционных проектов на общую сумму 1573448 млн тенге с созданием 33119 рабочих мест.
В городе Шымкент функционируют 3 индустриальные зоны: реализованные проекты 103 проект на сумму 152,6 млрд тенге.
1. Индустриальная зона «Оңтүстік» была создана в 2010 году, общая площадь составляет 337 га. Инвестиционный портфель ИЗ «Оңтүстік» состоит из 95 проектов, общей стоимостью 95,9 млрд тенге, которые предусматривают создание 2 850 рабочих мест.
2. Индустриальная зона «Тассай» была создана в 2016 году, общая площадь территории составляет 89 га. Инвестиционный портфель ИЗ «Тассай» состоит из 42 проектов, общей стоимостью 50,3 млрд тенге, в рамках которых будет создано 2 600 рабочих мест.
3. Индустриальная зона «Торгово-логистический центр» была создана в 2015 году, общая площадь территории составляет 92 га. Инвестиционный портфель ИЗ «Торгово-логистический центр» состоит из 8 проектов, общей стоимостью 43,5 млрд тенге, которые предусматривают создание 644 рабочих мест.

В связи с заполненностью ИЗ «Торгово-логистический центр» в 2022 г., было принято решение о расширении территории дополнительно на 136,29 га., который имеет большой спрос со стороны инвесторов. На сегодняшний на расширяемую территорию сформирован пул из крупных 5 инвестиционных проектов на сумму 16,5 млрд тенге с созданием 300 новых рабочих мест.
Также в настоящее время в городе Шымкент реализуются индустриальные зоны «Жулдыз» и «Бозарык».
1. Индустриальная зона «Жулдыз» — была создана в 2021 г., общая площадь составляет 306 га. Инвестиционные проекты ИЗ «Жұлдыз» состоит из 51 проектов (206 га) на сумму инвестиций 167 млрд тенге, с созданием более 4700 рабочих мест.
2. Индустриальная зона «Бозарык» — была создана в 2021 г., общая площадь составляет 132 га. Инвестиционные проекты ИЗ «Бозарык» состоит из 3-х проектов на сумму инвестиций 3,3 млрд тенге, с созданием более 160 рабочих мест.

Общая площадь земельных участков, выделенных под индустриальные зоны в городе составляет 1092 га.

## Инженерная инфраструктура
Шымкент — один из самых быстрорастущих городов СНГ. За период независимости Казахстана численность населения Шымкента выросла на 68,5 % (405 500 в 1992 и 683 273 в 2013). Территория города увеличилась за годы независимости Казахстана более чем в 2 раза (130 км² к нач. 1990-х и 400 км² к 2011). В этих условиях существует проблема соразмерного разрастания инженерных сетей.

### Водоснабжение
Водоснабжение Шымкента производится из родниковых подземных источников (Тассай-Аксуйское и Бадам-Сайрамское месторождения, родник Кызыл-Ту). Протяжённость сетей водопровода — 1764,7 км, что охватывает 82 % населения города.

### Канализационно-очистные сооружения
Канализационная сеть спроектирована самотечной. Шымкент имеет 6 основных коллекторов, протяжённость канализационной сети составляет 427,6 км. Охват населения — около 60 %. Данные сооружения рассчитаны на хозяйственно-бытовые стоки, стоки промышленных предприятий, ливневые и дренажные стоки. Проектная производительность канализационных очистных сооружений города составляет 197 тыс.куб.м./сут.

### Теплоснабжение
Шымкент обеспечивается системами централизованного (40 %) и децентрализованного теплоснабжения, рассредоточенными по территории города (60 %). В городе имеется развитая система тепловых сетей в зоне размещения наиболее крупных теплоисточников.

### Электроэнергия
Потребность Шымкента в электроэнергии в летнее время составляет 70—85 МВт, в зимнее — 80—135 МВт, дефицита в электроэнергии город не испытывает.
Основными источниками электроэнергии являются: АО «3-Энергоорталык» (21 %), ОАО «Жамбылская ГРЭС» (42 %), ТОО «Экибастузская ГРЭС-1» (33 %) и АО «Шардаринская ГЭС» (4 %). Протяжённость линий электропередачи составляет 1956 км.

### Газообеспечение
Протяжённость газопроводных сетей — 1596,1 км, охват населения газоснабжением — 80,5 %.
По состоянию на 2020 г., уровень газификации Шымкента составляет 92,1 %.

## Транспорт
В Шымкенте действует международный аэропорт, железнодорожный вокзал. Также в пределах города, в районе жилого массива Сайрам, расположен спортивный аэродром для парашютистов.
До начала 2000-х годов функционировал троллейбусный парк.
Сеть автомобильных дорог и улиц в Шымкенте одна из самых протяжённых в Казахстане, суммарная длина которой до присоединения новых территорий составляла 1034 км; с учётом присоединённых земель общая протяжённость всех дорог города на сентябрь 2016 года — 2810 км Всего в Шымкенте насчитывается 1964 улицы (без учёта присоединённых территорий — 1351).
Шымкент — один из самых загруженных автотранспортом город Казахстана. На 2011 год в нём было зарегистрировано 390 134 автотранспортных единиц (на втором месте после Алма-Аты — 550 тысяч на тот же период). При этом пропускная способность улично-дорожной сети города — 200—240 тысяч автомобилей. Эти обстоятельства обусловили заторы и пробки в часы пик во многих районах города. Согласно проведённым исследованиям, в 2010 году максимальная автотранспортная нагрузка на центральной магистрали Шымкента (проспект Тауке-хана — проспект Республики) составляла 2760 автомобилей в час (0,8 автомобиля в секунду); максимальная суточная нагрузка на данной магистрали составляла 30 тысяч автомобилей.
В 2011 году в городе насчитывалось около 750 автобусных остановок, 1150 единиц автобусов и микроавтобусов обслуживало жителей города по 81 различным маршрутам. Всего за 2020 год автобусами было перевезено 422,4 млн пассажиров (1,15 млн пассажиров в среднем в день). Стоимость проезда на июль 2024 г.— 70 тенге.

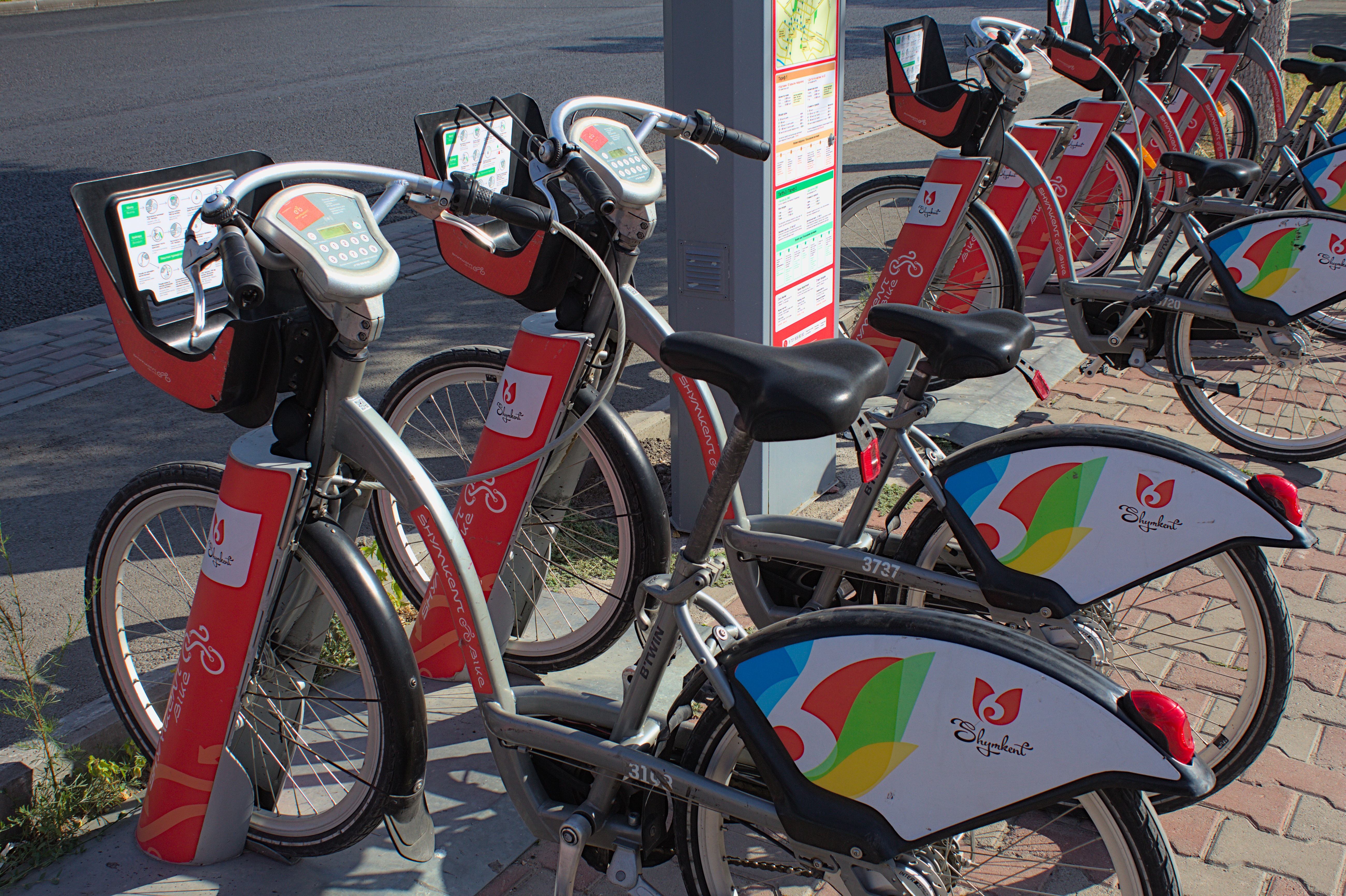
Велосипеды Shymkent Bike на станции, 2021 год

Система велопроката в Шымкенте под названием Shymkent Bike была запущена 9 июля 2016 года.

## Городские СМИ
- Областная общественно-политическая газета «Южный Казахстан» (издаётся также на казахском и узбекском языках),
- Областная общественно-политическая газета «Панорама Шымкента»,
- Областная еженедельная рекламно-информационная газета «РИО»,
- Областная еженедельная рекламная газета «Шара-Бара»,
- Областная еженедельная общественная газета «Рабат» (выходит в двуязычном формате — на русском и казахском языках),
- Телеканалы «Отырар», «Айгак», «ONTUSTiK», «ТВК»
- Газета для рациональной жизни «Город Мастеров»,
- Газета «Вакансия Плюс»
- Газета «Әйел кұпиясы», «Әйел денсаулығы».

## Искусство и культура
Осуществляемая в городе культурная политика исходит, прежде всего, из сложившегося жизненного уклада населения, синтеза самобытных национальных культур полиэтнического общества Южного Казахстана. В Шымкенте действует 19 культурных национальных центров: казахский, славянский, узбекский, татаро-башкирский, греческий, немецкий, еврейский, корейский, курдский, польский, азербайджанский и др. При их участии и поддержке проводятся народные праздники, решаются вопросы совершенствования образовательно-воспитательной деятельности, национальной политики и досуга населения Шымкента. Для их работы предоставлен Дом дружбы народов имени С. Сейфуллина.
В 2002 году в Шымкенте была возрождена «Аллея ветеранов». В городе действуют 8 парков и скверов, три из них были основаны ещё в середине XIX и начале XX века. Работает областная филармония имени Ш. Калдаякова, старое здание которой было реконструировано (на самом деле короткое было снесено и построено новое, под видом реконструкции) в 2010 году. Имеются три кинотеатра — «Арсенал», KinoPark 5 и Cinemax. Экспонаты эпохи Государства Кангюй выставлены в областном краеведческом музее, основанном в 1920 году. Функционирует открытый в 2001 году Южно-Казахстанский областной музей жертв политических репрессий. Работает художественная галерея. В городе действуют 28 библиотек.

Памятник Байдибеку-би в г. Шымкенте

Имеются парк им. Абая, аквапарк, технопарк, этнографический парк «Кен-баба». Имеется детская железная дорога, протяжённостью около 6 км, соединяющая северную часть города с дендропарком, зоопарком, ипподромом.
Детская железная дорога в Шымкенте была одной из самых длинных и масштабных в СССР. Также это единственный в истории города вид внеуличного пассажирского транспорта, независимый от дорожной обстановки. По состоянию на 1 сентября 2011 года детская железная дорога в Шымкенте не функционировала, но предполагалось её восстановление.
В 2007 году был открыт торгово-развлекательный комплекс MEGA Shymkent. В 2012 году был открыт торгово-развлекательный комплекс Фиркан-Сити. В 2017 году был открыт ТРЦ Shymkent Plaza — один из лучших торговых развлекательных центров в Казахстане.
В Шымкенте функционируют Южно-Казахстанский областной русский драматический театр, Южно-Казахстанский областной казахский драматический театр имени Ж. Шанина, Театр оперы и балета Южно-Казахстанской области, Театр сатиры и юмора Южно-Казахстанской области и Театр кукол Южно-Казахстанской области.
20 декабря 2009 года ко Дню Независимости был открыт новый городской ансамбль — аллея Жибек Жолы и сквер имени Турара Рыскулова. Он расположен в районе пересечения улицы им. Турара Рыскулова и проспекта Жибек-Жолы (ранее Манкентское шоссе). Проект ансамбля разработан управлением архитектуры и градостроительства ЮКО. Авторы памятника Турару Рыскулову, установленного в сквере, — шымкентские скульпторы Даурен Альбеков и Насыр Рустемов.
К 20-летию Независимости Республики Казахстан в 2011 году на территории, ранее входившей в парк им. Абая, сдано в эксплуатацию здание четвёртого (после Алма-Аты, Астаны и Караганды) в республике цирка на 1200 посадочных мест.

## Образование
В Шымкенте функционируют 8 университетов:
- Южно-Казахстанский университет им. М.Ауэзова
- Южно-Казахстанский педагогический университет Zhanibekov University
- Южно-Казахстанская медицинская академия
- Шымкентский университет
- Центрально-Азиатский Инновационный Университет
- Университет Ташенева
- Университет Дружбы народов имени академика А.Куатбекова
- Университет «Мирас»

## Достопримечательности

### Улицы
До вхождения в состав Российской империи (до 1864 года) город состоял из хаотичного переплетения извилистых улиц вокруг цитадели древнего городища Шымкент (т. н. «Старый город»). Но после того, как в 1867 году он становится уездным городом Сырдарьинской области, к северу от «Старого» постепенно начинает возводиться «Новый город» — район, имеющий прямоугольно-квартальную планировку улиц. Он был ограничен Николаевской (ныне Казыбек-би), Степной (бульвар Кунаева), Садовой (проспект Тауке-хана) и Мещанской (ныне Туркестанская) улицами. В настоящее время в городе 1964 улицы, общая протяжённость всех улиц и автомобильных дорог составляет 2135 км.

#### Улица Казыбек би
Улица Казыбек би является одной из старейших в Шымкенте, заложена во второй половине XIX века. 
За время своего существования улица трижды меняла название: в Российской империи она называлась Николаевской, затем в Советском Союзе была Советской и в настоящее время — в независимом Казахстане — Казыбек-би.
В конце XIX века у пересечения Николаевской с Садовой был разбит Соборный сад (ныне парк «Кен баба») и Общественный городской сад (в настоящее время — Центральный парк). В Соборном саду был возведён Никольский кафедральный собор (сейчас это Кукольный театр в парке «Кен баба», см. далее).
Улица Николаевская начиналась недалеко от цитадели древнего городища в районе Старого города у Базарной площади (ныне площадь «Ордабасы») и давала продолжение вновь возводимому району. Она стала центральной улицей «Нового города».

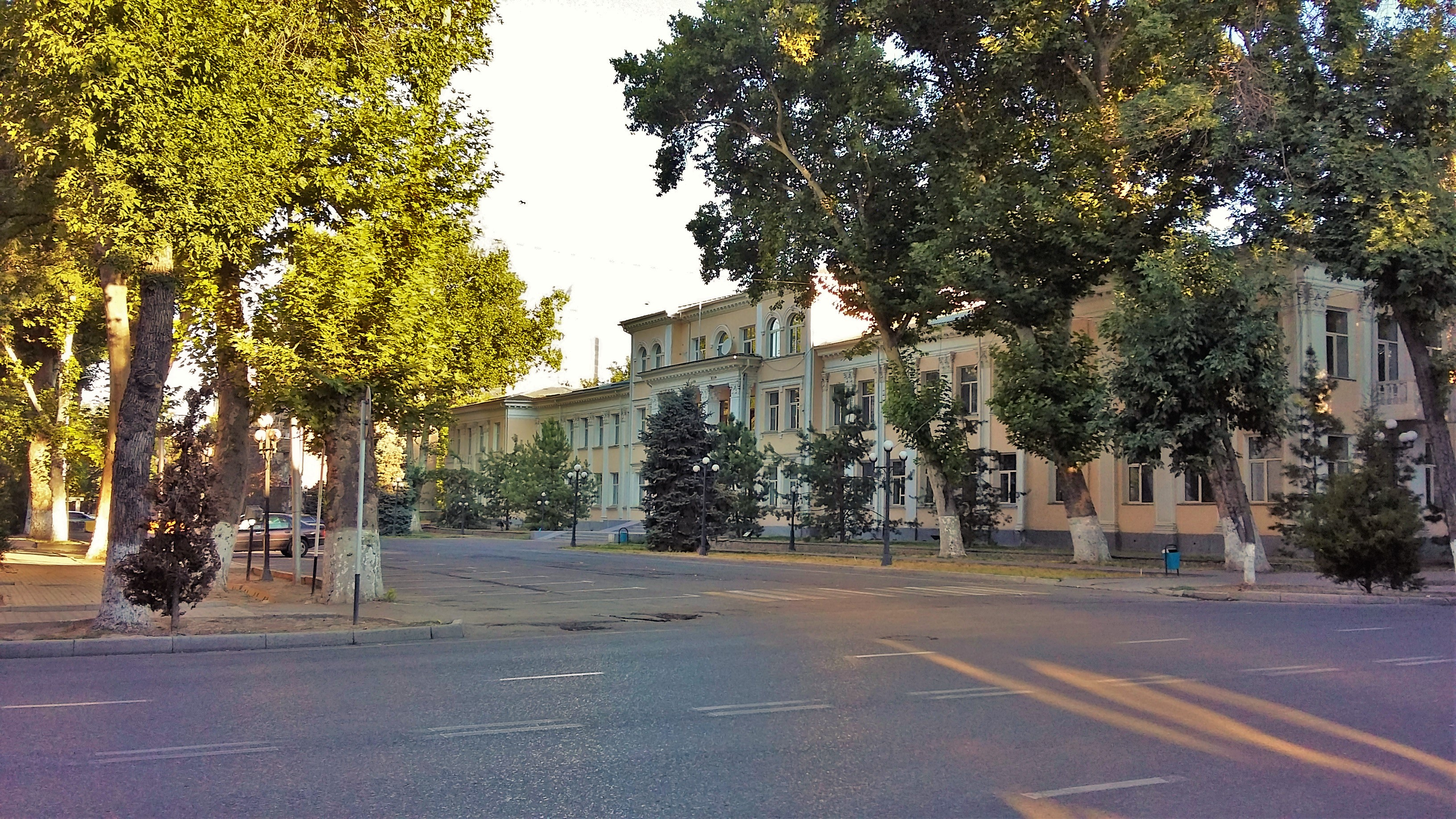
Бывшее здание городского акимата

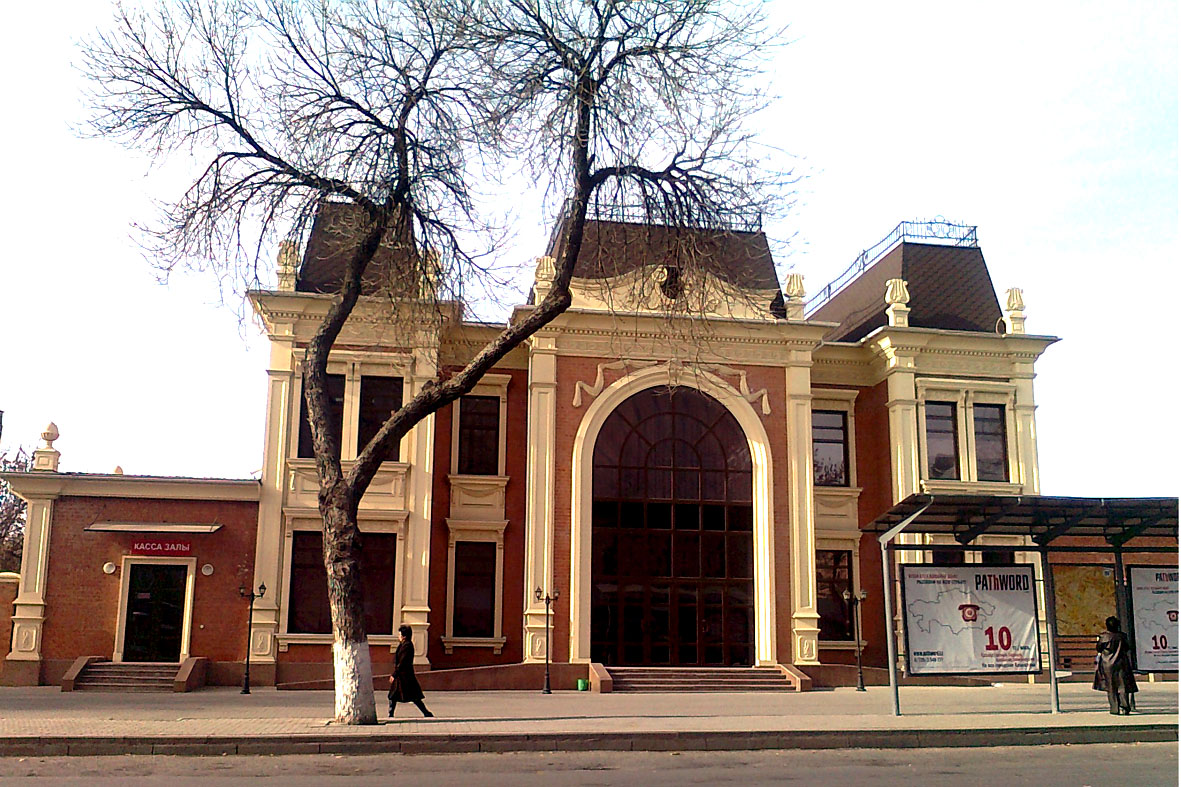
Областная филармония (построена на месте разрушенного здания 1886 года)

В настоящее время на улице Казыбек би расположены одни из самых старых зданий города. Так, на личные средства священника Дмитрия Вознесенского в 1875 году было построено здание, ныне известное, как школа-гимназия № 8. Изначально в нём расположилось народное училище. 
В 1886 году по проекту архитектора В. С. Гейнцельмана по адресу Николаевская 9 была построена церковь св. Сергия Радонежского. После становления Советской власти её купола были демонтированы, и здание было преобразовано в филармонию. В этом здании композитор Шамши Калдаяков написал песню «Менің Қазақстаным» («Мой Казахстан»), которая впоследствии стала гимном современного Казахстана.
```
В 2009 году в рамках «реконструкции» старое здание филармонии снесли, построив на его месте совершенно новое строение
[
120
]
. 
```

На этой же улице во второй половине XIX века был построен военный госпиталь, который позже был преобразован в Областную клиническую больницу.

Областная клиническая больница (во 2-й половине XIX в. — военный госпиталь)

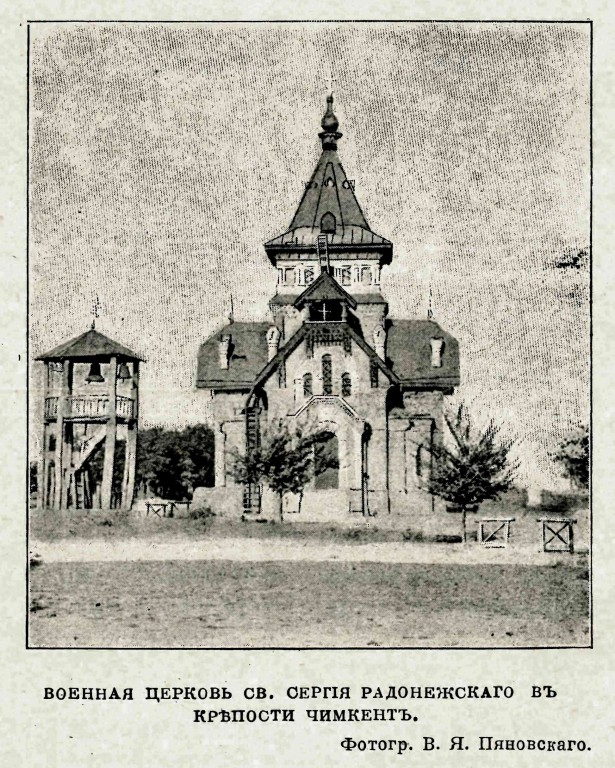
Церковь Сергия Радонежского, построенная в 1886 г (разрушена в 2009 г)

Вдоль улицы Казыбек би на отрезке, где её пересекают улица Гани Иляева и площадь «Ордабасы», расположены другие старинные здания (бывший городской акимат, здание краеведческого музея и союза адвокатов Казахстана и другие).

### Парки
В 1885 году во время строительства «Нового города» уездный начальник издал указ, в котором говорилось:

«…при планировании центральных улиц два квартала выделить под общественный городской сад… Строительство сада осуществлять с ведома и под наблюдением городского архитектора…»

Таким образом, к 1890 году в городе появилось два общественных сада вдоль Николаевской улицы — Соборный и Общественный городской сад. На данный момент в Шымкенте насчитывается 9 парков (этнопарк Кен баба, Центральный парк, парк Победы, парк Металлургов, парк им. Абая, парк Независимости, технопарк «Мир фантазий», Зоопарк, Дендропарк).

#### Парк Кен баба
Этот парк (ранее Соборный сад, Никольский церковный парк, Детский парк) является одним из старейших в городе, расположен по улице Казыбек би у пересечения с проспектом Тауке-хана. В 1908 году по проекту архитектора Мацевича в нём был заложен Никольский кафедральный собор, который открыли осенью 1914 года. Это трёхэтажное здание является образцом русского культового строительства в «краснокирпичном стиле». В советские годы оно было преобразовано в областную библиотеку, позже — в Дворец пионеров, ныне это Областной кукольный театр.

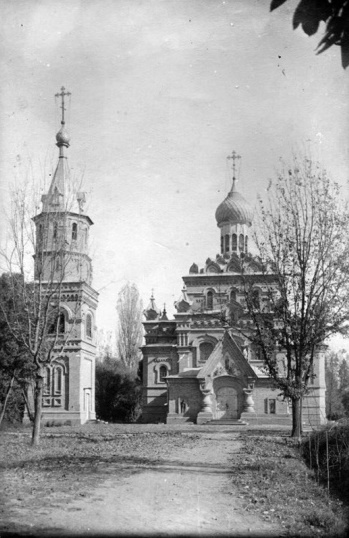
Никольский кафедральный собор до демонтажа куполов

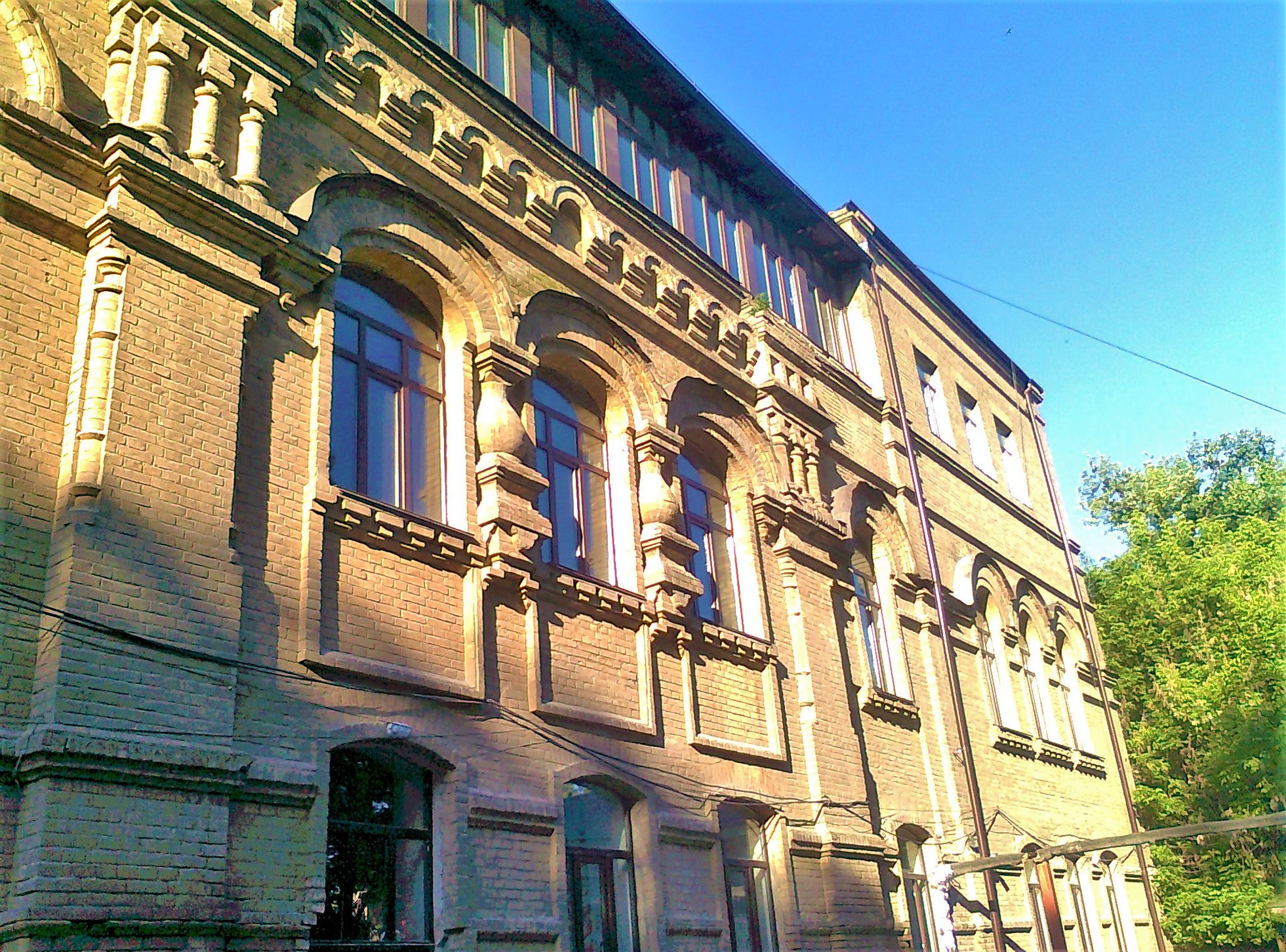
Областной кукольный театр (ранее Никольский кафедральный собор)

В парке до сих пор растут деревья ценных пород (в основном дубы), высаженные здесь в конце XIX и в начале XX века. В настоящее время здесь расположены детские аттракционы, заведения общественного питания. Вода родникового источника направляется в искусственные водопады, впадающие в декоративные пруды, затем вода перераспределяется по каналам. Заселены водоплавающие птицы (лебеди, утки и др.), в воде — декоративные рыбы.

#### Центральный парк
Этот парк (ранее — Общественный городской сад) также расположен по улице Казыбек би недалеко от парка Кен баба. Он также закладывался в конце XIX века практически одновременно с Соборным садом.

### Старый город
Старый город начал появляться благодаря ремесленникам и земледельцам, которые стали селиться у подножия цитадели древнего городища Шымкент ещё в XVI веке.

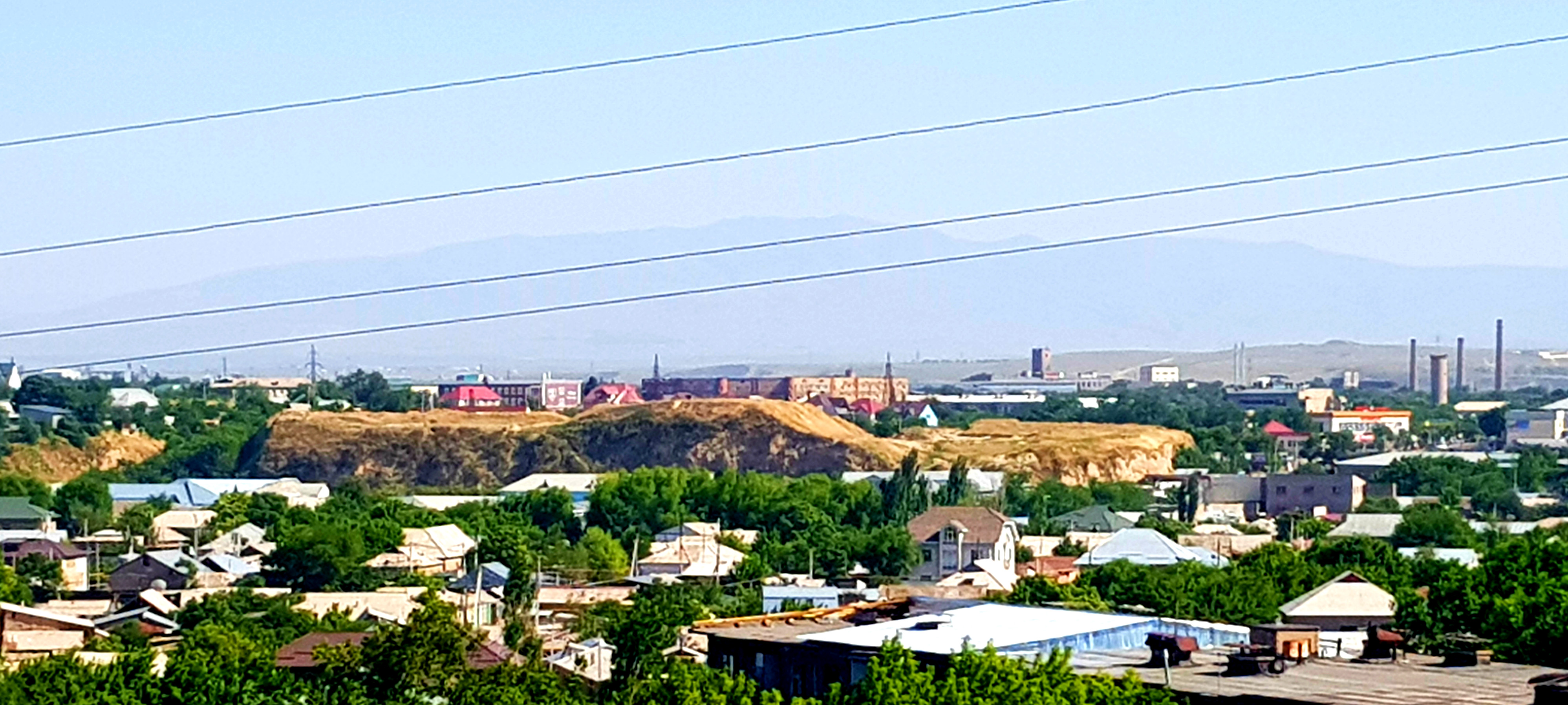
Цитадель древнего городища в пределах Старого города

Сегодня улицы Старого города повторяют очертания улиц прошлых веков. Но к настоящему времени сохранилось лишь два архитектурных объекта позапрошлого века — мечеть Кошкар Ата и дом уездного начальника. В поздний период Советского союза был создан план для сохранения Старого города как музея под открытым небом со специальными требованиями к вновь возводимым зданиям, чтобы совместить исторический и современный архитектурный стиль. Но план так и не был принят.

#### Площадь Ордабасы
В XIX веке здесь проходила восточная граница города, и здесь же располагались крепостные ворота, ведущие в Сайрам и Тараз. В те времена рядом располагался базар, поэтому эту площадь называли «Базарной»; такое же название получила улица, которая брала начало от этой площади.

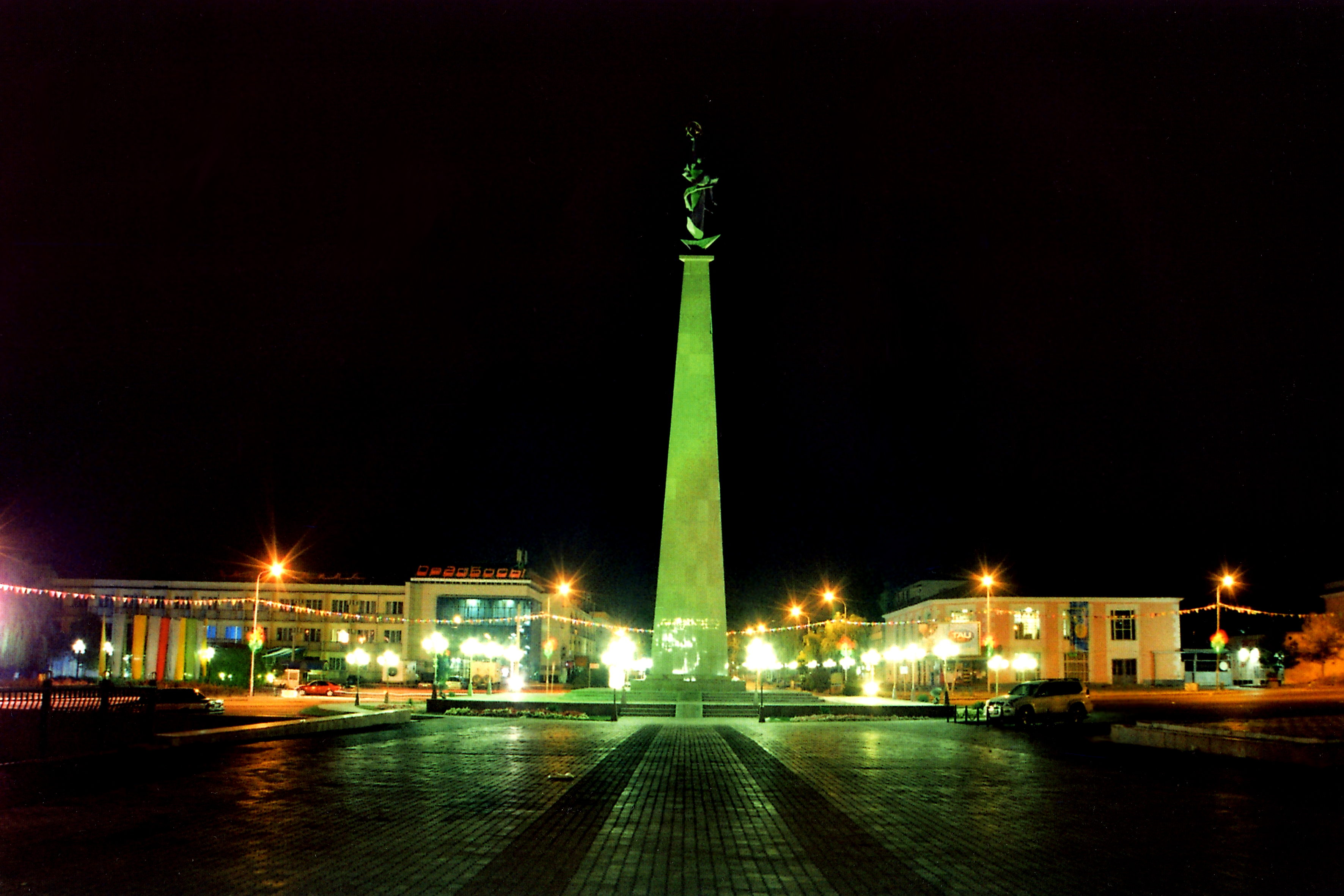
Площадь Ордабасы и монумент «Отан Ана»

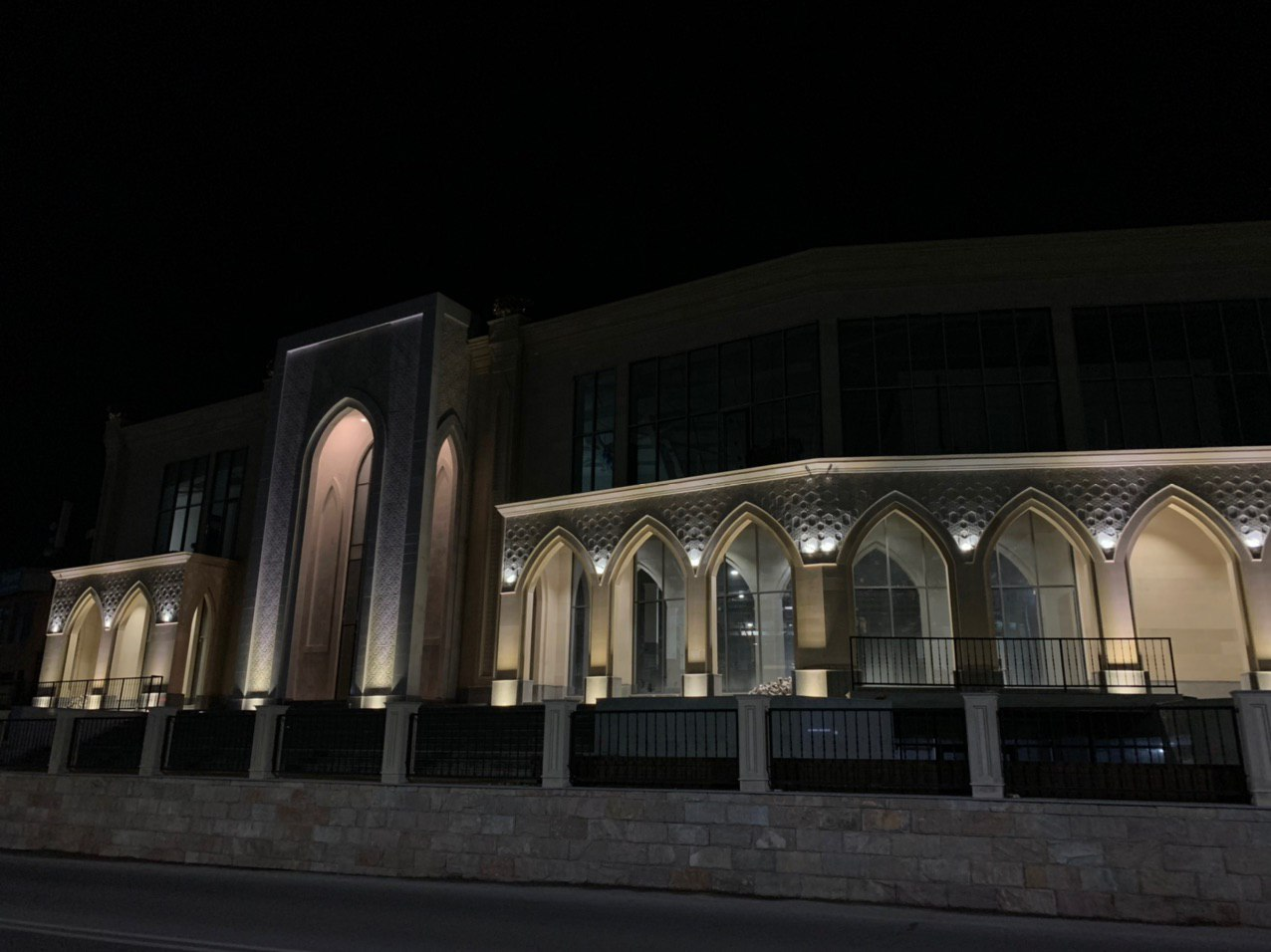
Золотой павильон, Центральный Верхний рынок

В настоящее время на площади «Ордабасы» сходятся три улицы, названные именами выдающихся казахских биев — Толе би, Казыбек би, Айтеке би. В центре площади возведён монумент — «Отан Ана». Памятник имеет три грани высотой в 34 метра, на каждой грани высечены известные изречения трёх великих биев. Вершину монумента венчает фигура молодой женщины, которая отпускает в небо семь ласточек.
Под площадью протекает река Кошкар Ата; в ней установлены фонтанные комплексы в непосредственной близости к монументу. 
Площадь «Ордабасы» соединяется с Парком Независимости через мост длиной в 104 метра.

#### Мечеть Кошкар Ата
Мечеть возникла в 1850—1856 гг. Её возвели ферганские мастера в стиле квартальных мечетей фронтальной композиции. Изначально здание построили из сырцового кирпича, но из-за подтопления рекой оно со временем разрушилось. Поэтому в 1891—1893 гг. здание мечети было заново отстроено из жжённого кирпича. Главный фасад был выполнен в виде трёхарочного сооружения, здание имело правое и левое крыло. В 2009 году левое крыло было разрушено несмотря на то, что мечеть охраняется законом как памятник архитектуры.

#### Дом уездного начальника
Дом уездного начальника был построен вскоре после присоединения города к Российской империи. Здесь останавливались многие известные люди, посещавшие Чимкент (например, востоковед Василий Бартольд). Здание известно тем, что в нём работал Ахмет Кенесарин, сын последнего хана трёх казахских жузов Кенесары Касымова.

### Верхний рынок
Старейшее место торговли на территории современного Шымкента. Первое зафиксированное в документах упоминание относится к началу прошлого столетия, а по словам старцев торговля на этом месте ведётся более 300 лет. На сегодняшний день Kyrgy Bazar является не только местом притяжения местных жителей, но и туристов.

### Зоопарк
Шымкентский государственный зоопарк был организован в 1979 году. Официальным днём рождением зоопарка считается 29 апреля 1980 года. Общая площадь составляет 54 га. На 34 га экспозиционной площади разбит парк, в котором высажены около 3,5 тысяч декоративных и 50 видов фруктовых деревьев, 10 видов чайно-гибридных кустов роз. Первая коллекция зоопарка насчитывала 75 видов и 350 единиц животных и птиц. Здесь регулярно размножаются олени, архары, пони, тигровые питоны, львы и другие животные.
Одной из миссий зоопарка является сохранение и разведение редких в природе животных, занесённых в Красную книгу Казахстана. Ежегодно зоопарк посещают более 300 000 человек.

### Дендропарк имени Асанбая Аскарова
Шымкентский дендропарк был разбит в 1979 году на месте бывшей городской свалки. В годы своего расцвета он занимал 151 гектар и насчитывал 500 тысяч деревьев и 1360 видов кустарников, много редких и экзотических пород, которые нигде больше в Казахстане не произрастают. Коллекция оказалась ценным материалом для проведения научно-исследовательских работ по дендрологии, для изучения приспособляемости отдельных видов растений к местным климатическим условиям. Здесь впервые в Казахстане удалось вырастить тюльпанное дерево, родиной которого является Северная Америка.
На территории парка располагается аллея деревьев, высаженные такими известными людьми, как Динмухамед Конаев, Нурсултан Назарбаев, Мухтар Ауезов, Асанбай Аскаров, Сулеймен Демирел и другие.
Обширная реконструкция дендропарка началась в 2008 году. Реконструкция заключалась в благоустройстве подъезда к парку и территорий, предназначенных для посетителей. Появилась новая входная арка, восстановлены оросительная система и озеро, обустроены аллеи, беседки, мосты, новые архитектурные формы. Были отреставрированы скульптурные объекты.
Сегодня площадь дендропарка занимает 120,5 га. В нём более 600 видов древесных и кустарниковых пород травянистых растений, представляющих флору самых различных географических зон мира. После реконструкции шымкентский дендропарк получил статус особо охраняемой территории регионального значения. Ему присвоено имя Асанбая Аскарова.

### Парк «Женис»
Парк «Победы» был открыт в 1945 году в честь празднования победы в Великой Отечественной войне, его нынешнее название — «Женис». Территория парка, расположенного на перекрёстке проспекта Тауке хана и улицы Елшибек батыра, 2 гектара. Здесь растут 70 летние деревья различных пород, и более 1500 кустарников роз рассажены вдоль дорожек. В центре парка расположен фонтан в форме звезды и гранитная стела, посвящённая памяти павших солдат. Парк был отреставрирован в 2012 году, и с тех пор его вход украшает медная статуя героя Великой Отечественной войны — «Железного генерала» Сабыра Рахимова, открытие которой было приурочено к 110-летию со дня его рождения.
В парке также имеется музей «Ерлік», в котором выставлены предметы Великой Отечественной войны, архивы и фотографии. Музей, включающий в себя четыре экспозиционных зала и галерею, был открыт в декабре 2012 года. В первом зале «Героизм и мужество» материалы посвящены южноказахстанцам — участникам ВОВ.
Тема второго зала — «Трудовой подвиг южноказахстанцев». Третий зал экспозиции посвящён войне в Афганистане. В библиотеке собраны книги — документальные и художественные, посвящённые военной тематике, среди которых особое место занимает «Книга памяти».

## Памятники
- Аллея Славы. Открыта в 2010 году в городском парке им. Абая к юбилею Победы. Композиция включает гранитный круг с высеченными фамилиями Героев Советского Союза и кавалеров Ордена Славы, а также две мраморные стелы, на которых увековечены имена 140 тысяч солдат, призванных на Великую Отечественную войну. Венчает мемориал самолёт, ранее стоявший на площади Ордабасы (бывш. площадь им. Куйбышева).
- Памятник Жамалбеку Шаймерденову. Установлен в январе 2013 года[123].
- Памятник Сабыру Рахимову. Установлен в сентябре 2012 года[124].
- Памятник Байдибеку би. Открыт в октябре 2012 года. Высочайший в стране монумент[125].
- Памятник Бахыту Алпысбаеву. Установлен в октябре 2011 года.
- Памятник Бауыржану Момышулы[126].

## Туризм
Оказанием туристских услуг в городе занимаются 20 специализированных фирм и учреждений. Направления маршрутов предусматривают такие виды туризма, как посещение исторических мест, путешествия в экзотические районы, охота и рыбалка, горный туризм.

## Главы

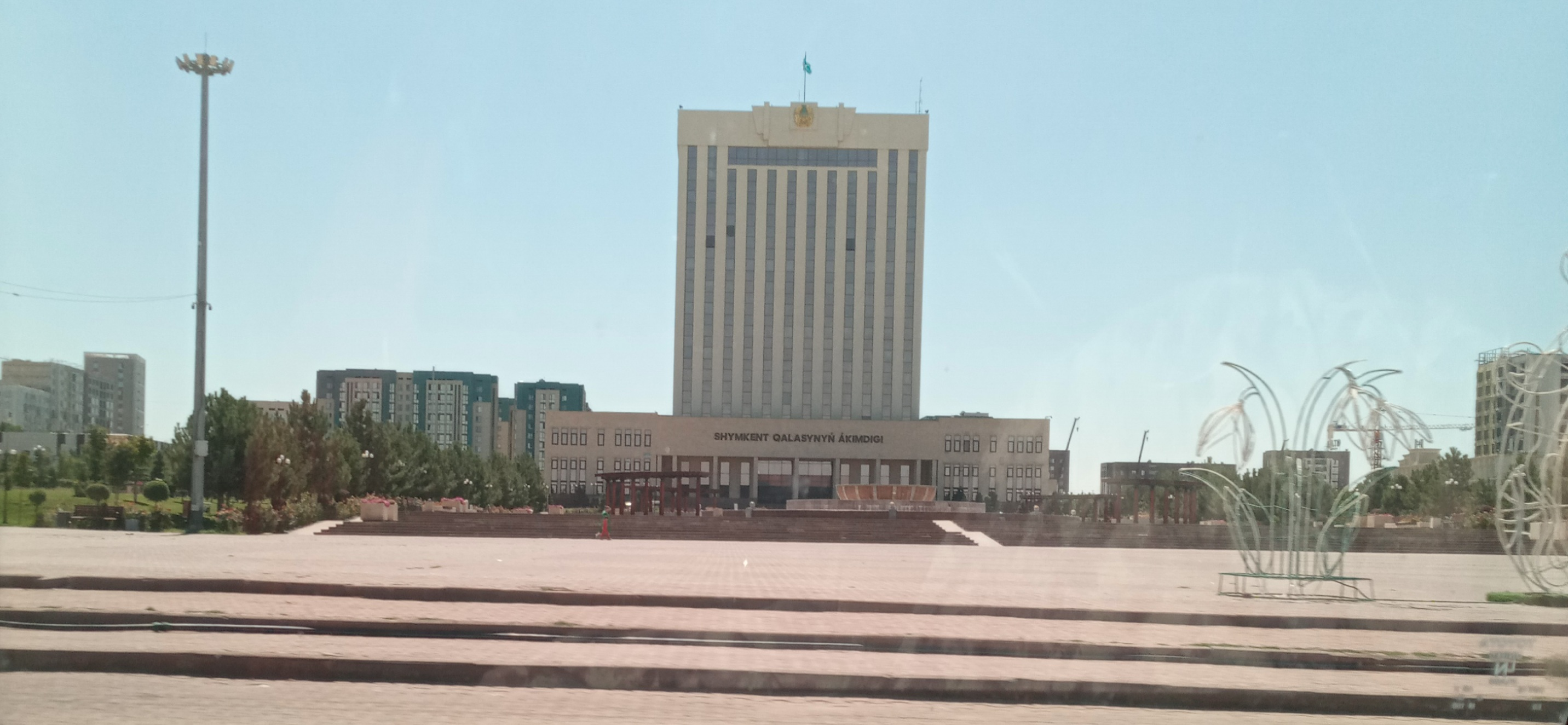
Здание акимата Шымкента

| Первые секретари горкома 1. Осадчих, Николай Григорьевич ~1959-1960 2. Берестимов, Кабден ~1963~ 3. Тыныбаев, Джумарт Буланович 1967-1975 4. Костин Альберт Михайлович С 1978-го по 1981 год 5. Борисов, Владимир Иванович (политик) ~1985~ Председатели горисполкома 1. Тыныбаев, Джумарт Буланович ~1967~ 2. Бердалин, Айтбек Машрапович 1962 — 12.1964 гг. | Акимы 1. Тшанов, Амалбек Козыбакович (21 февраля 1992 года — 15 декабря 1993 года) 2. Белгибаев, Сеит Куандыкович (15 декабря 1993 года — 16 октября 1995 года) 3. Орман, Анарбек Онгарулы (16 октября 1995 года — 14 декабря 1997 года) 4. Избасханов, Кылышбек Сатылганович (14 декабря 1997 года — 14 мая 1999 года) 5. Бекжигитов, Торетай Тунгышович (14 мая 1999 года — 17 января 2001 года) 6. Жылкышиев, Болат Абжапарулы (15 марта 2001 года — август 2002 года) 7. Жумжаев, Галымжан Куралбекович (10 сентября 2002 года — 17 февраля 2006 года) 8. Аметулы, Омирзак (20 февраля — 27 сентября 2006) 9. Орман, Анарбек Онгарулы (27 сентября 2006 года — 19 февраля 2008 года) 10. Жетписбаев, Арман Шарипбаевич (19 февраля 2008 года — 24 апреля 2012 года) 11. Молдасеитов, Кайрат Кусеинович (24 апреля 2012 года — 27 мая 2013 года) 12. Сатыбалды, Дархан Амангельдиевич (27 мая 2013 года — 19 августа 2015 года) 13. Сауранбаев, Нурлан Ермекович (7 ноября 2017 года — 19 июня 2018 года) 14. Абдрахимов, Габидулла Рахматуллаевич (19 августа 2015 года — 31 октября 2017 года; с 20 июня 2018 года — 30 июля 2019 года) 15. Айтаханов Ерлан Куанышович (с 30 июля 2019 года — 21 января 2020 года) 16. Айтенов Мурат Дуйсенбекович (с 21 января 2020 года) |

## Города-побратимы
- Могилёв (Беларусь)

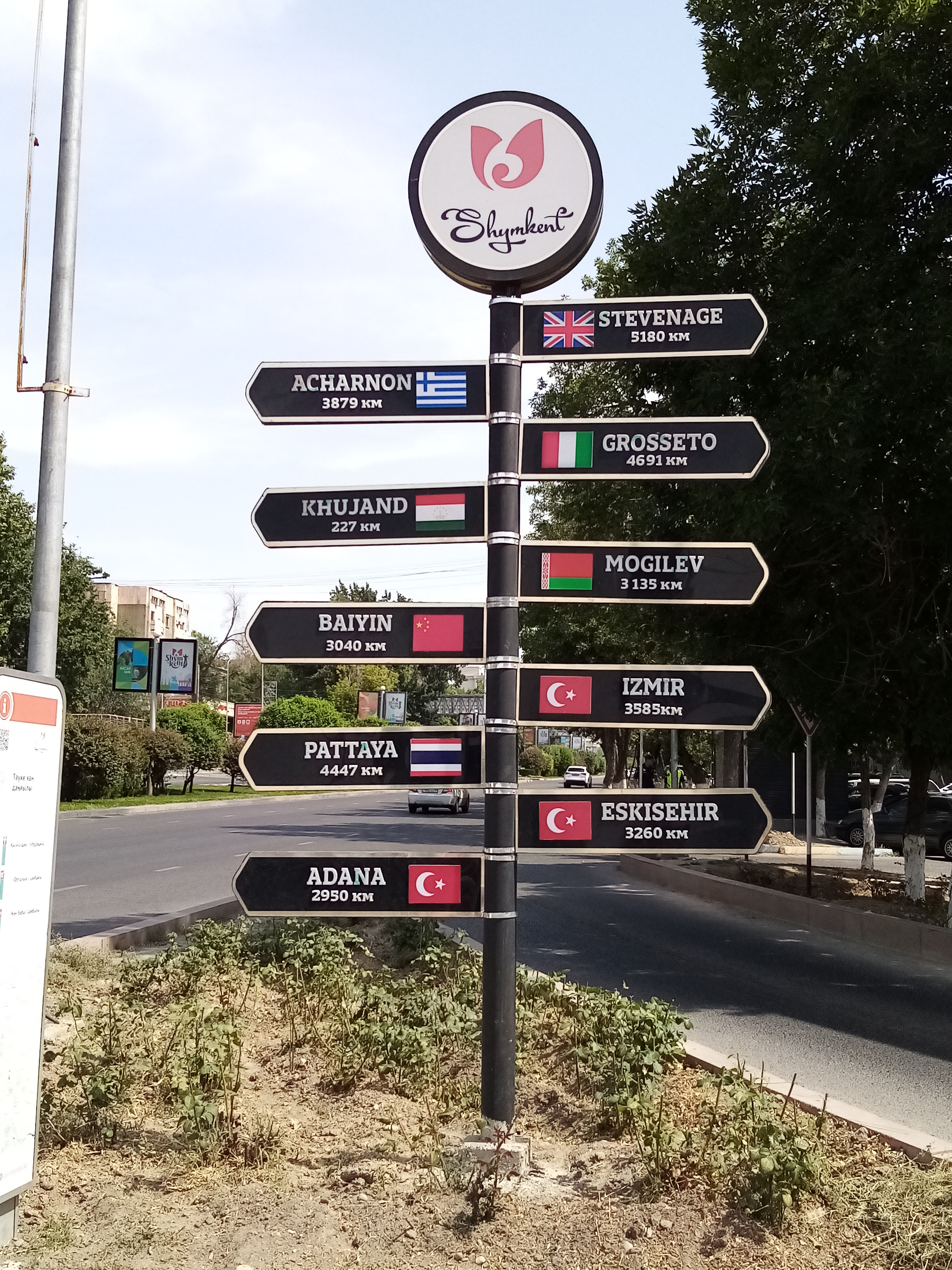
Указатель с городами-побратимами Шымкента у пересечения проспектов Тауке-хана и Кунаева

- Стивенэйдж (Великобритания)
- Ахарнон (Греция)[132]
- Измир (Турция)[133]
- Паттайя (Таиланд)
- Гроссето (Италия)
- Байинь (Китай)
- Сиань (Китай)
- Худжанд (Таджикистан)
- Эскишехир (Турция)[134]
- Балыкесир (Турция)
- Генуя (Италия)
- Адана (Турция)
- Ванадзор (Армения)
- Ош (Кыргызстан)

## Галерея

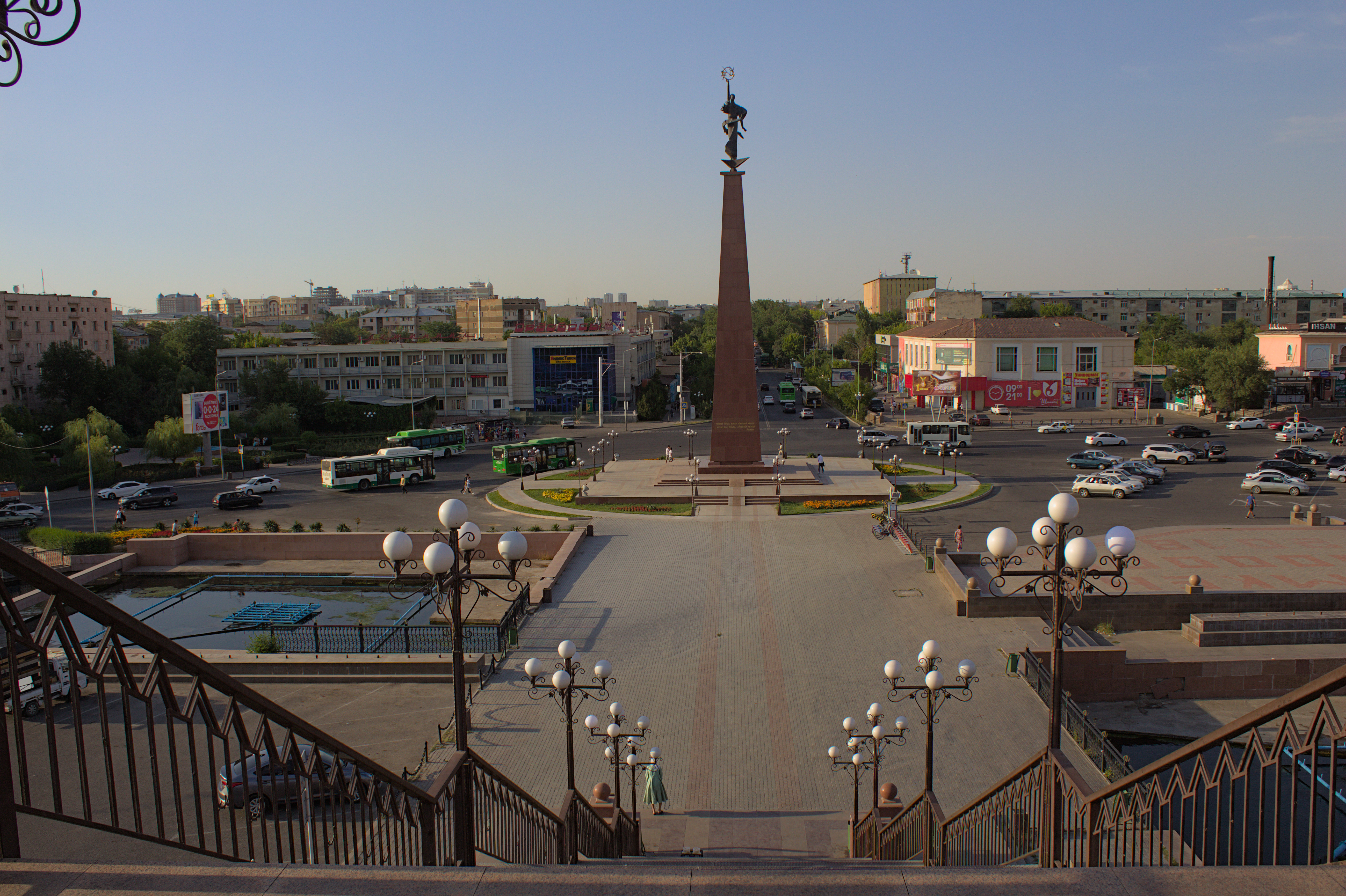
Вид на центральную часть города с парка Независимости
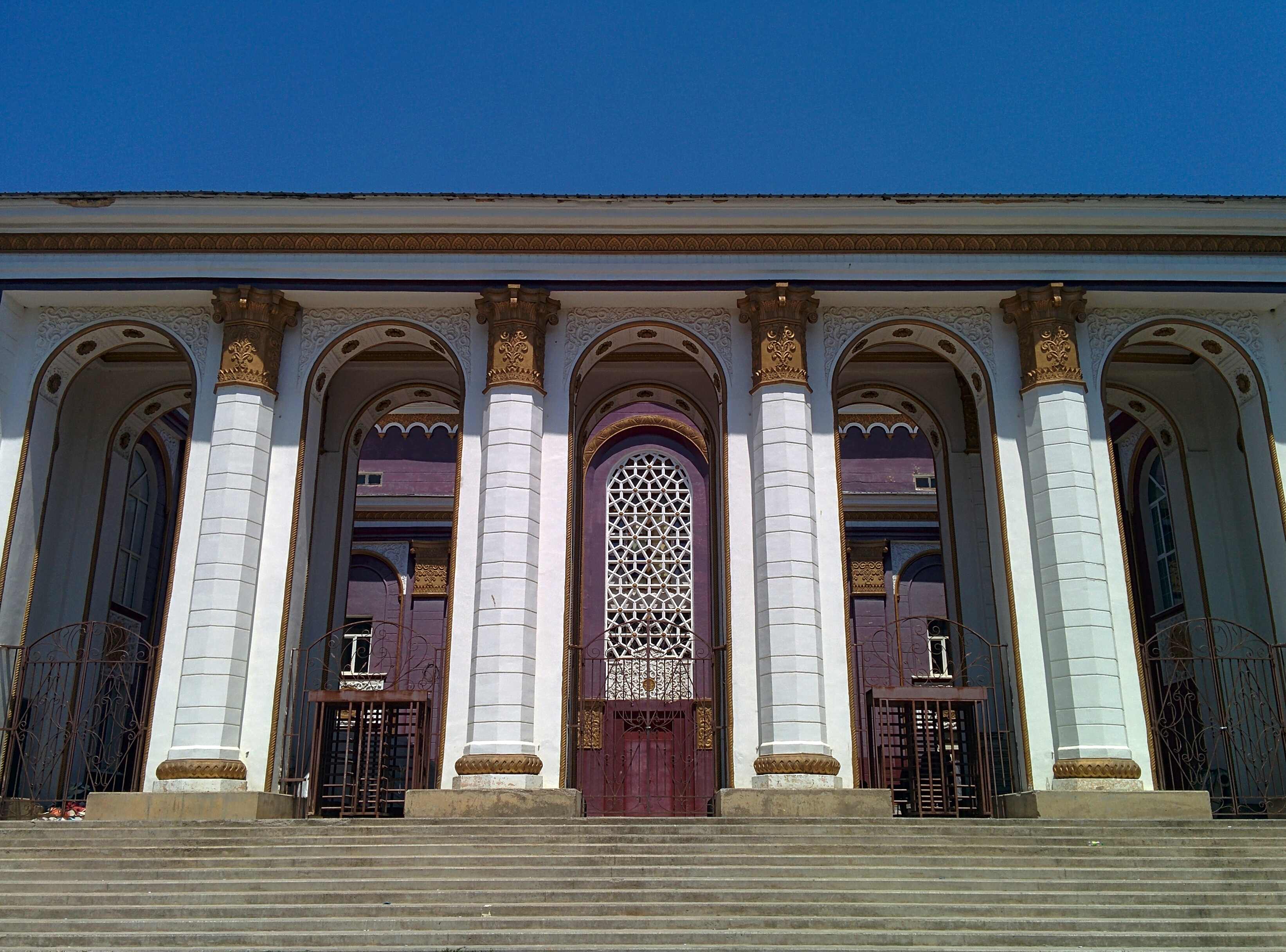
Дворец Металлургов
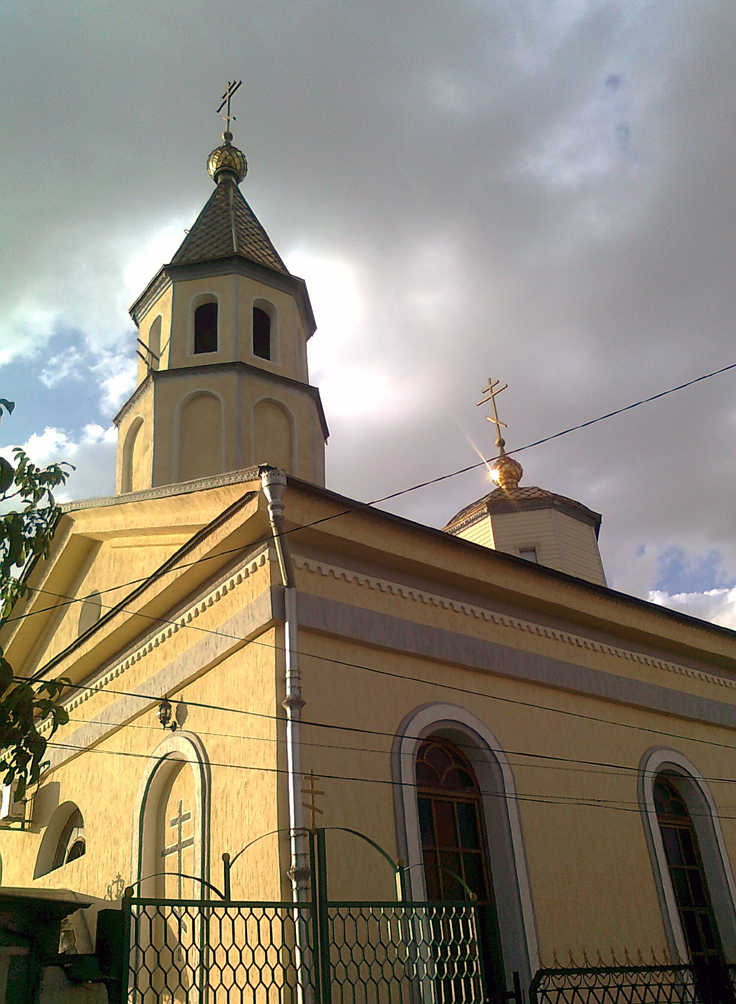
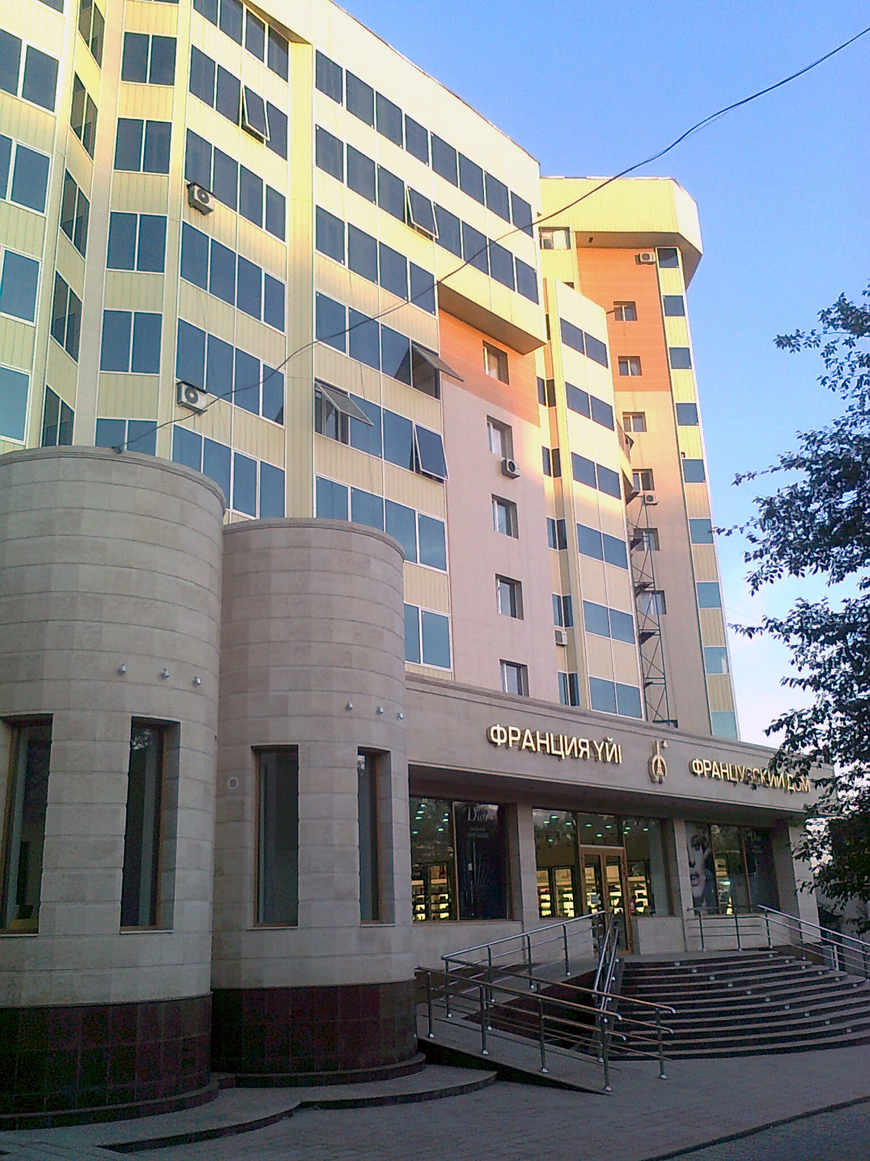
Французский дом
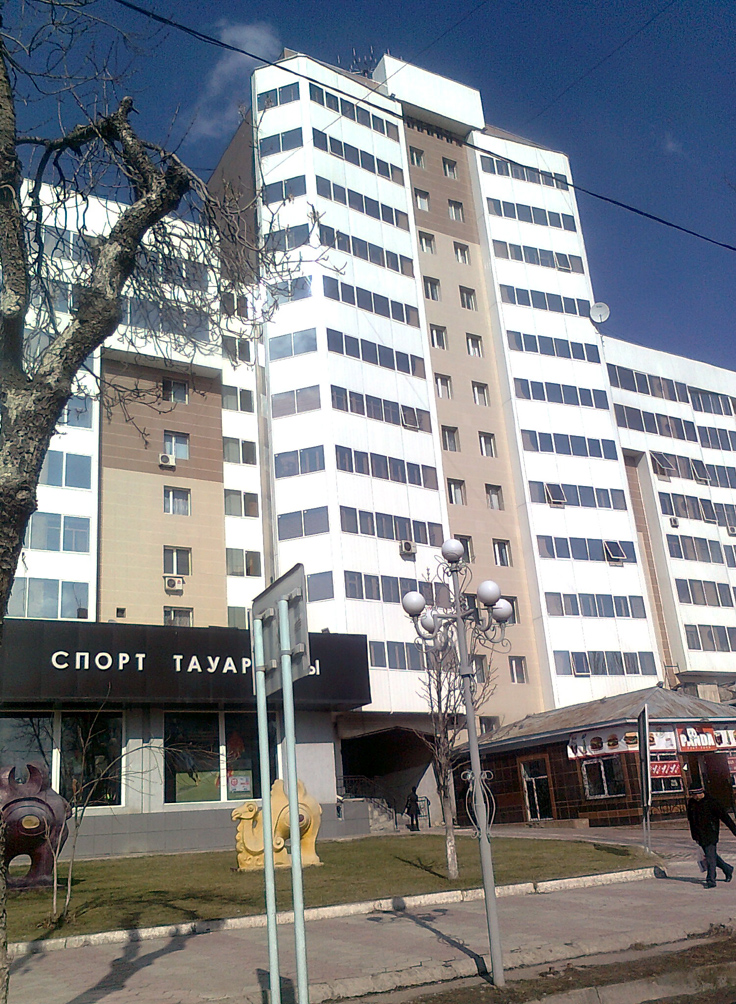
Дом на проспекте Тауке хана после реставрации
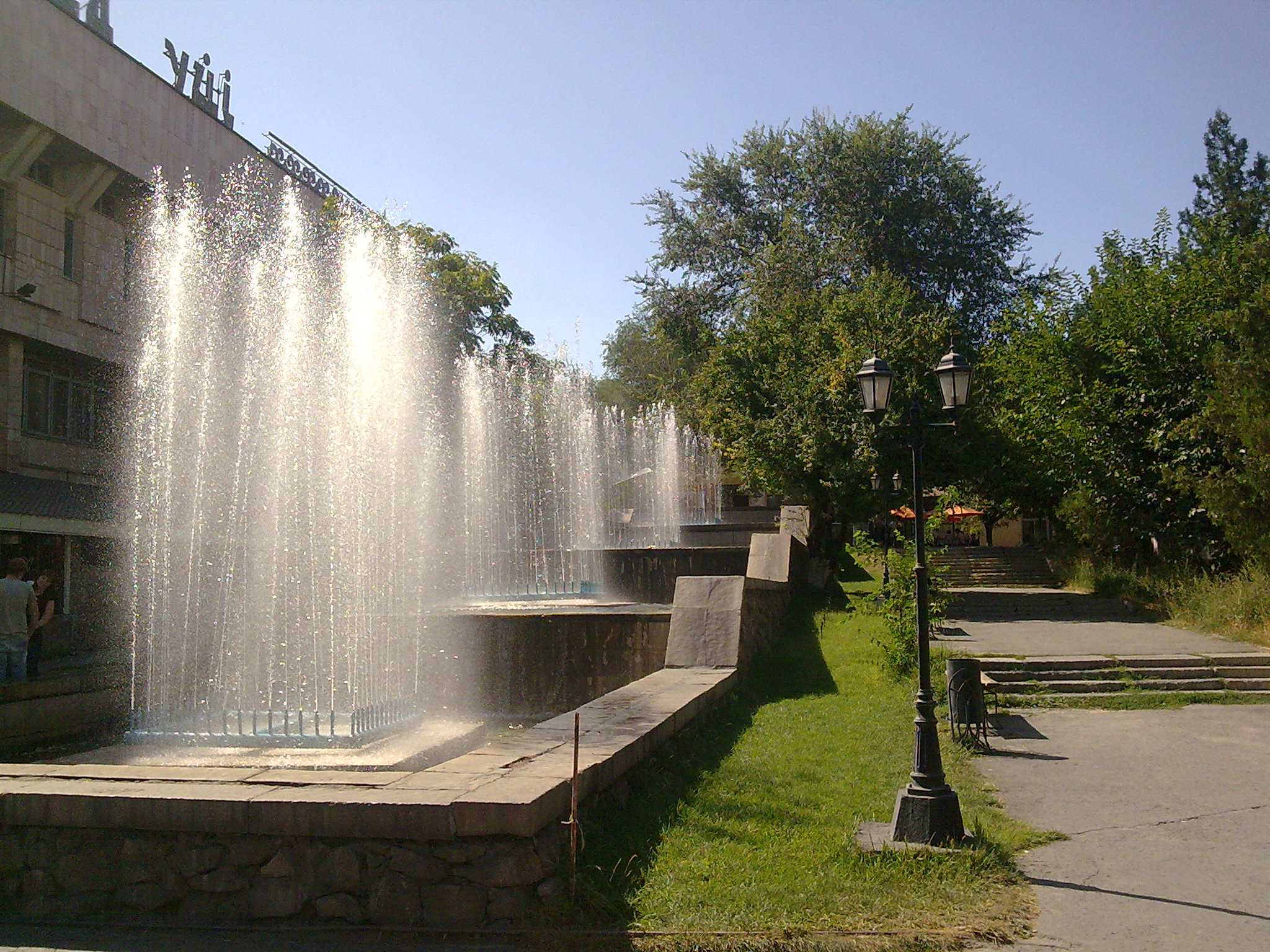
Фонтаны возле ЦУМа
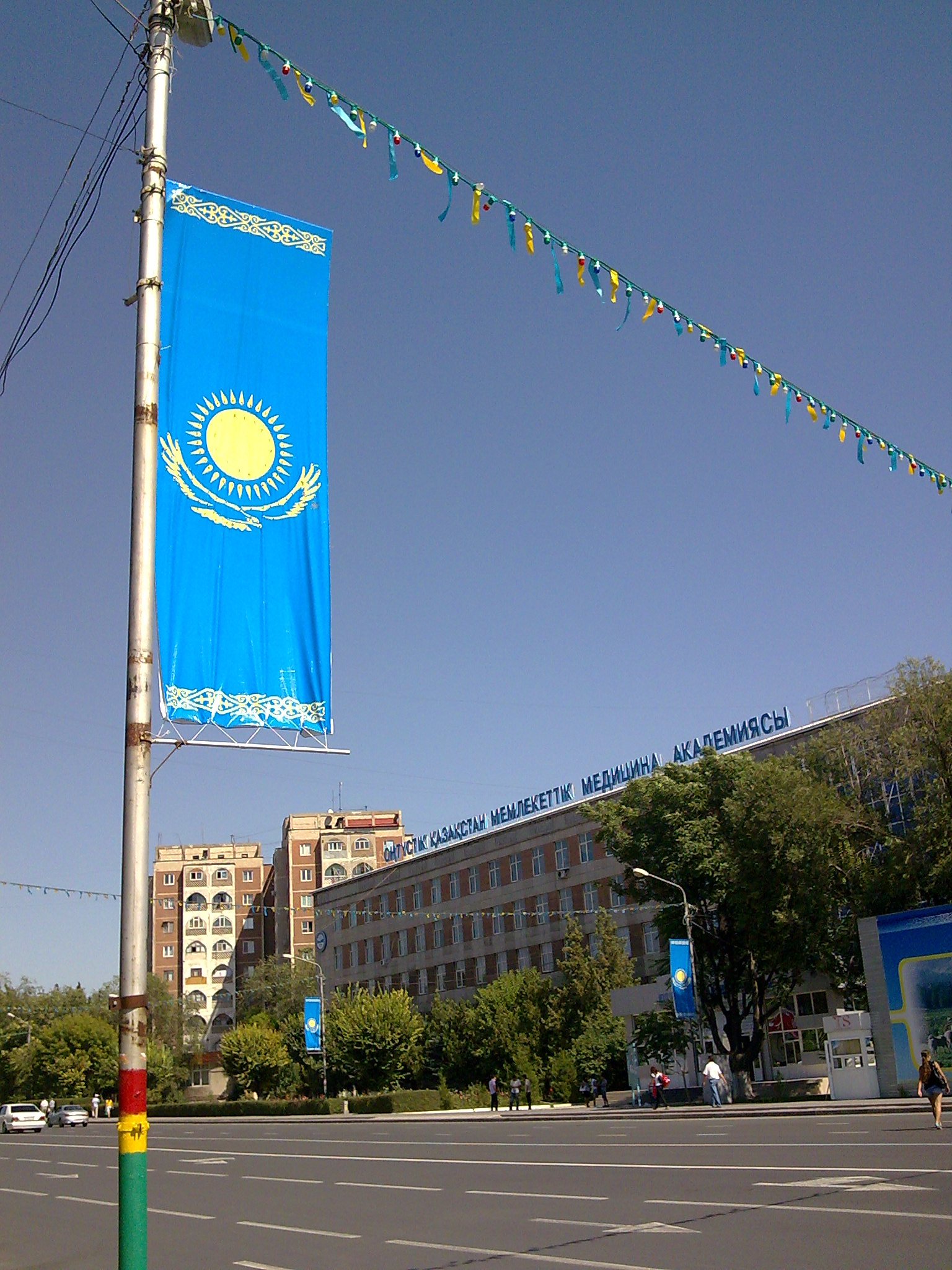
Ул. Аль-Фараби, вид местной медицинской академии
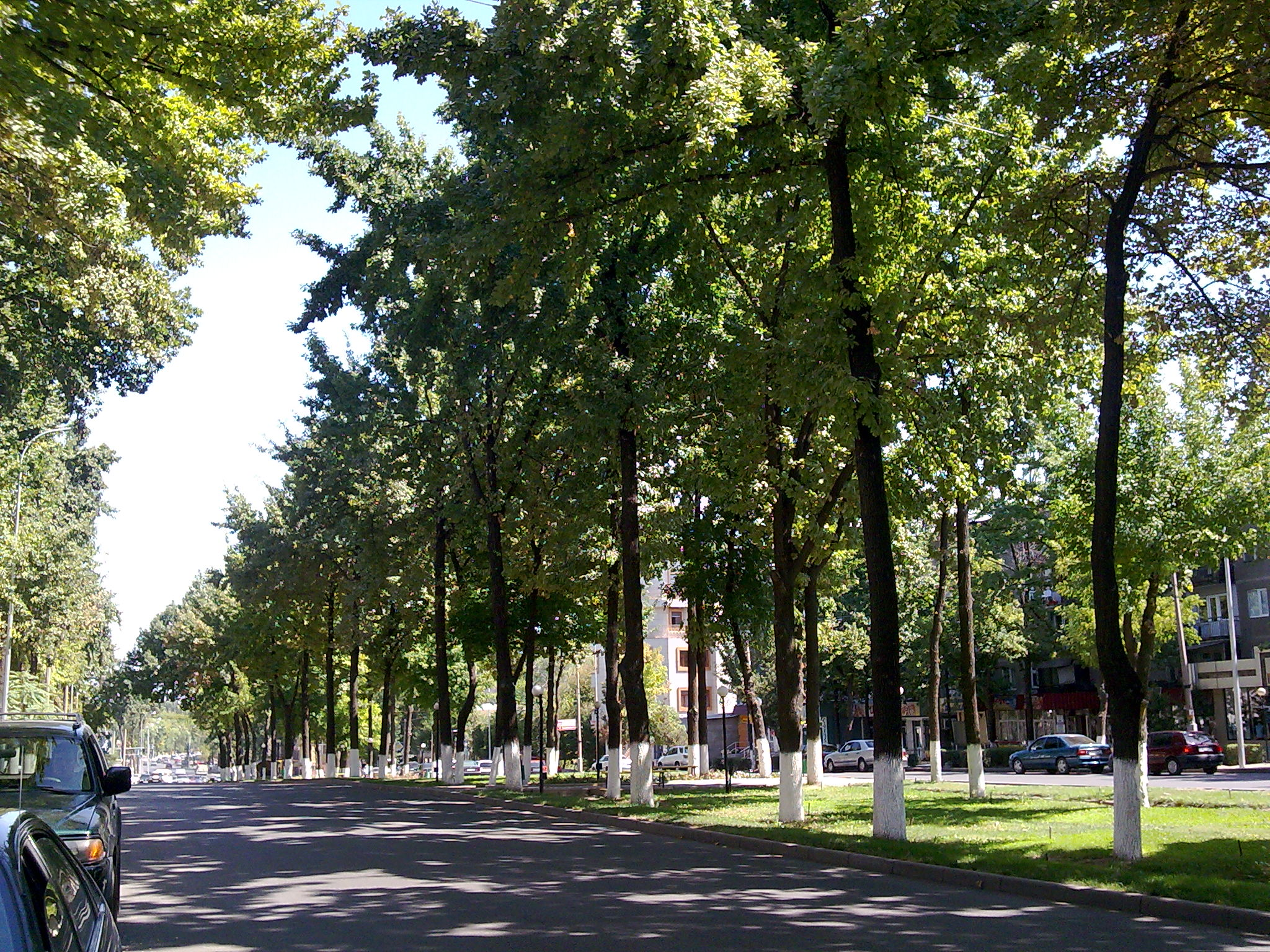
Улица Туркестанская
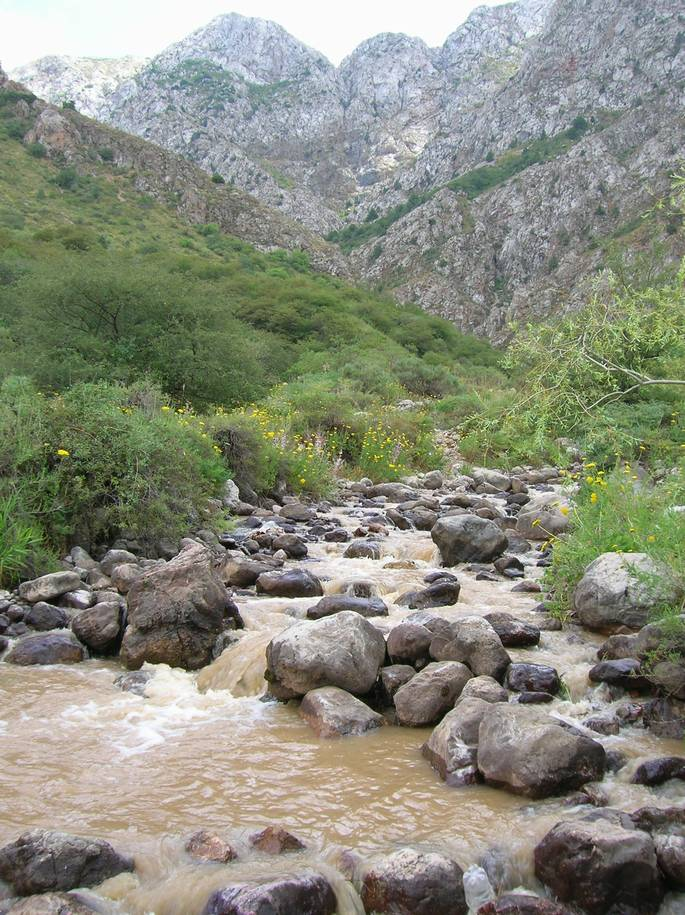
Горы на окраине Шымкента
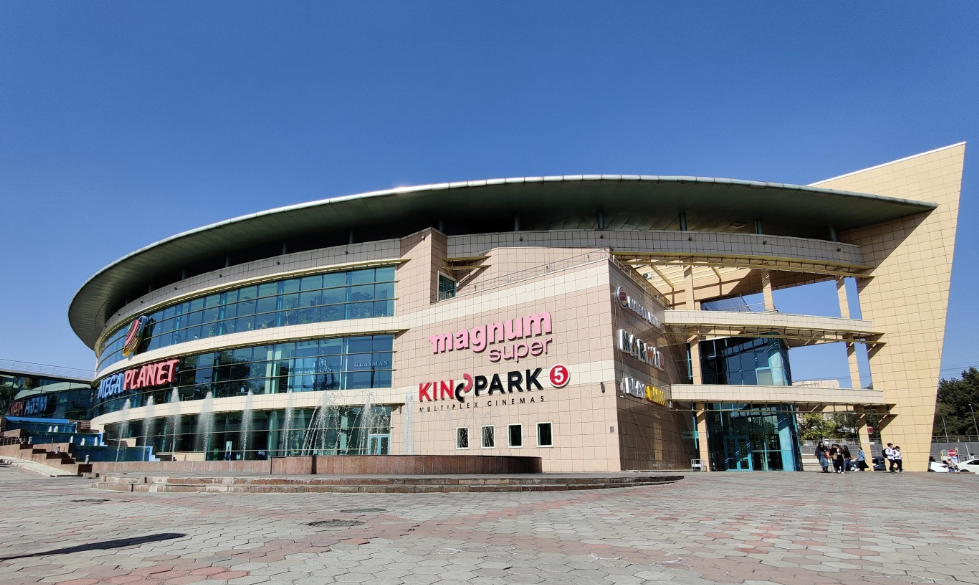
ТРЦ Mega Planet Shymkent
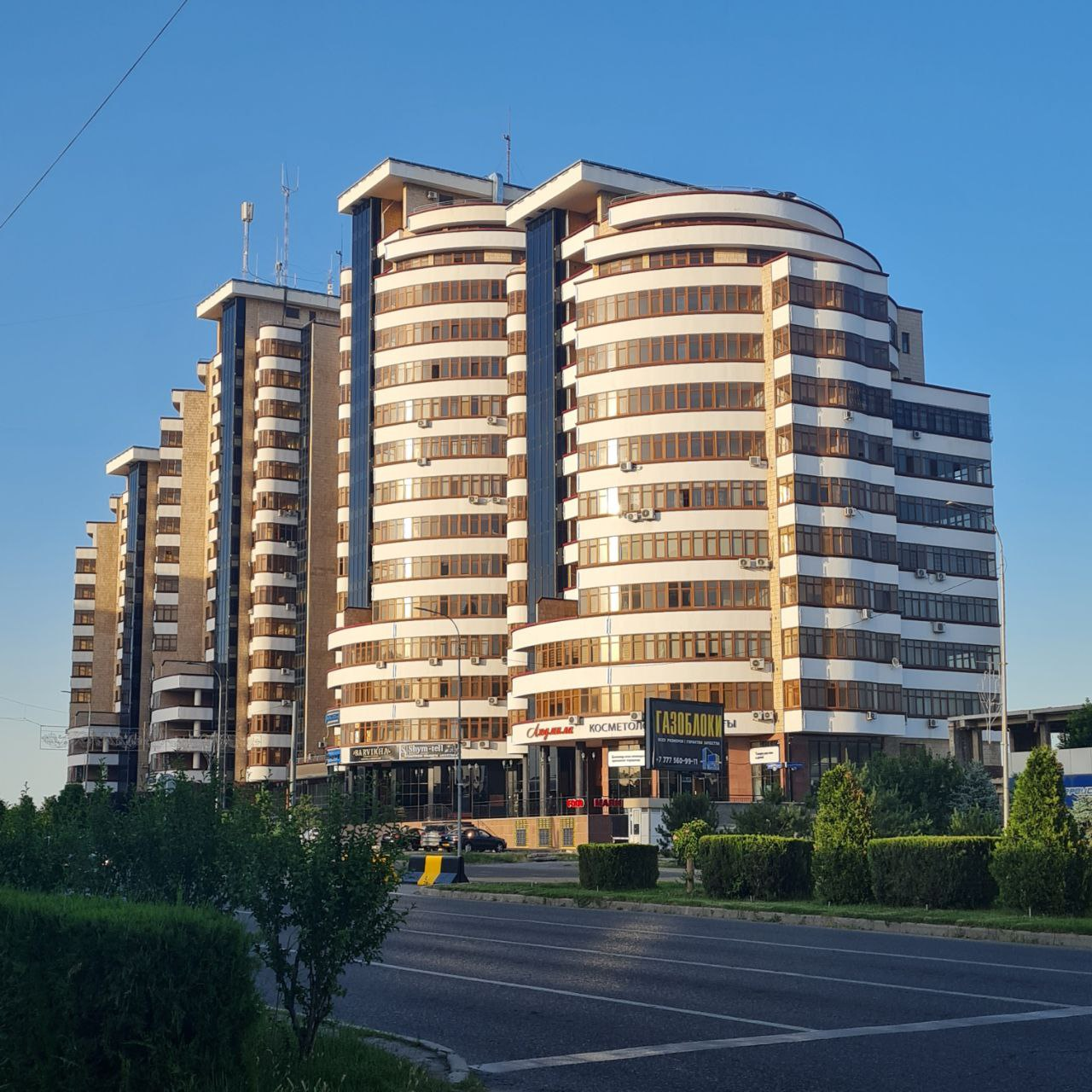
Жилой комплекс «Казахстан» на бульваре Кунаева
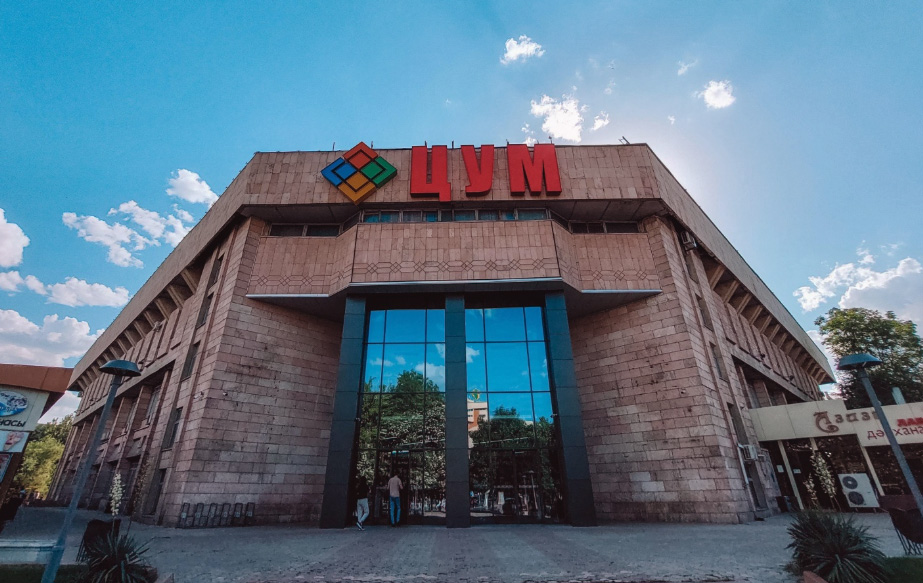
ТРЦ Цум
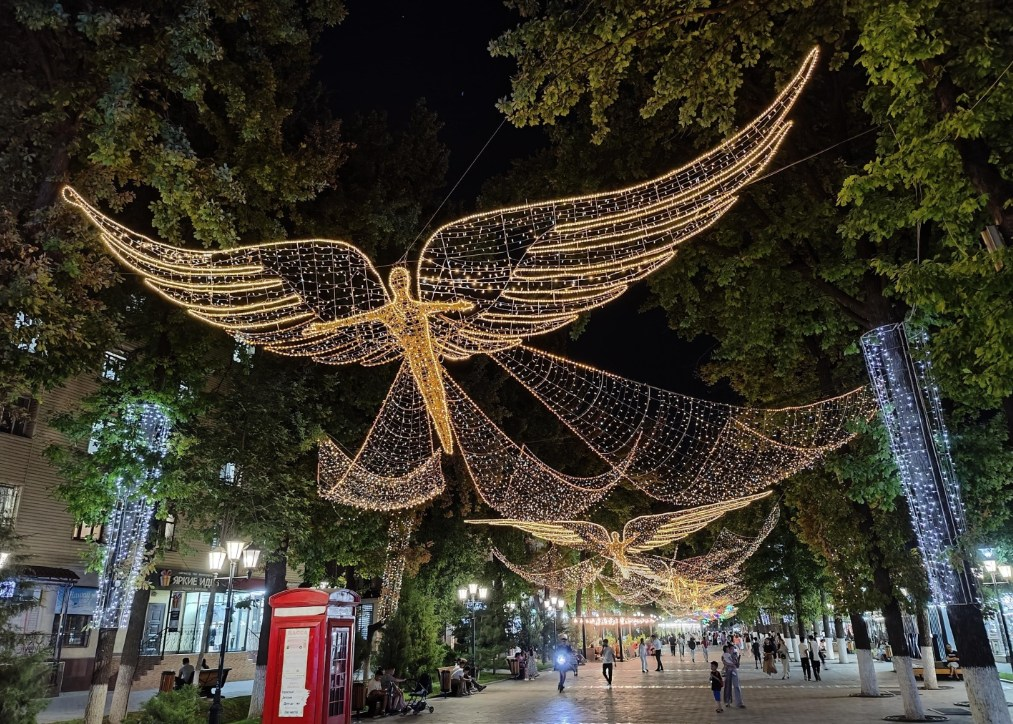
Арбат
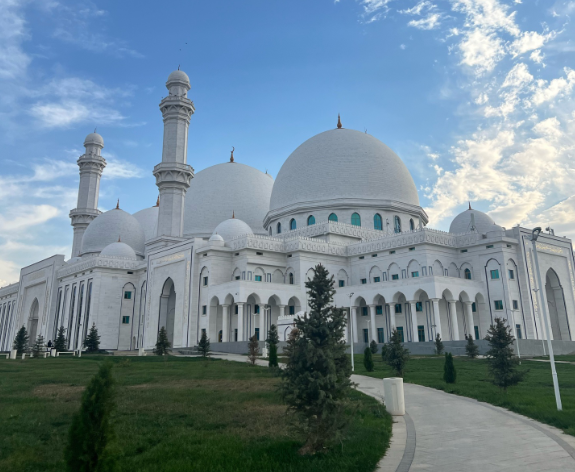
Большая мечеть имени Сейитжана кари Есжанулы
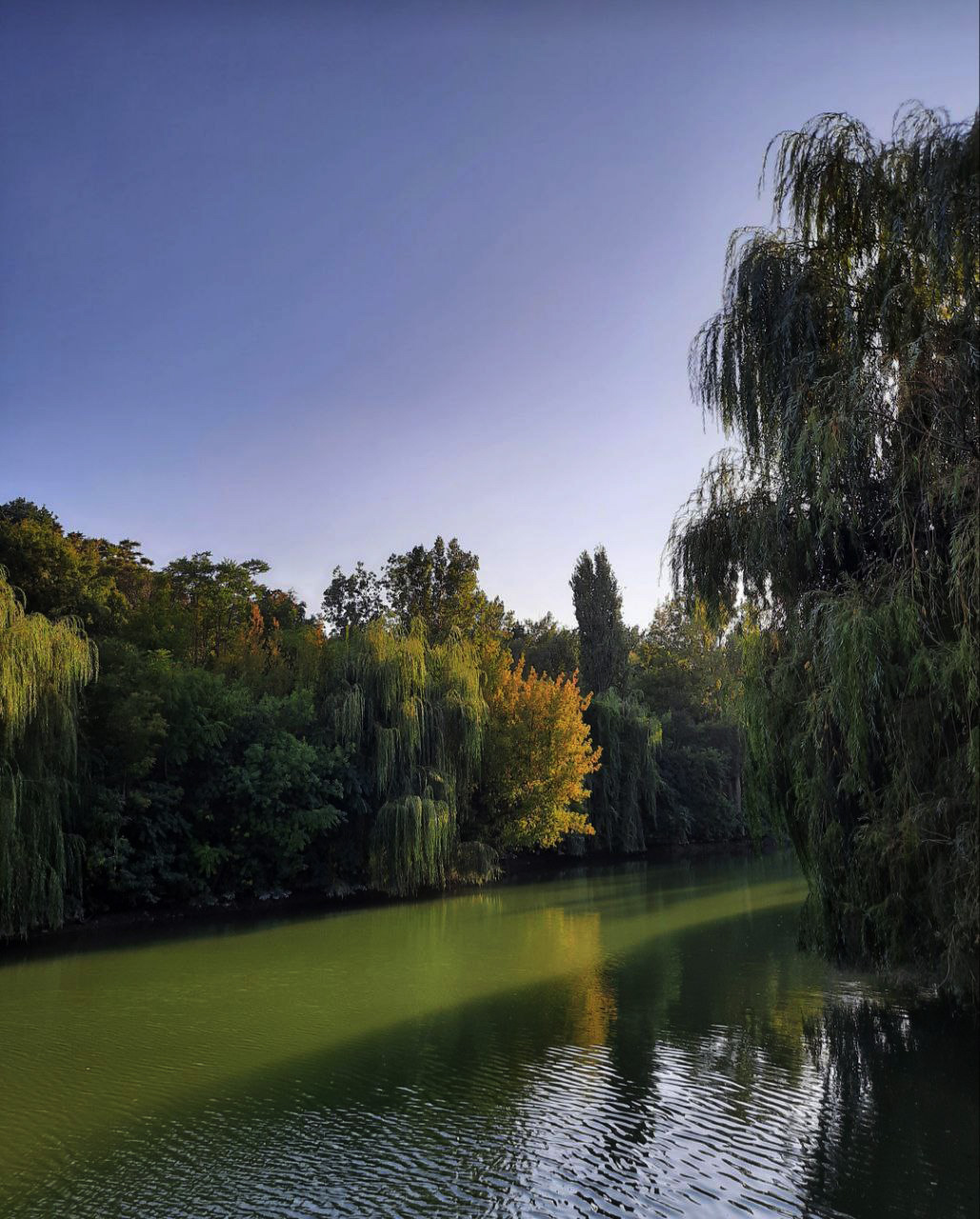
Дендропарк